# Lijst van wolfspinnen
De lijst van wolfspinnen bevat alle wetenschappelijk beschreven soorten spinnen uit de familie van wolfspinnen (Lycosidae).

## Acantholycosa
Acantholycosa Dahl, 1908
- Acantholycosa aborigenica Zyuzin & Marusik, 1988
- Acantholycosa altaiensis Marusik, Azarkina & Koponen, 2004
- Acantholycosa azarkinae Marusik & Omelko, 2011
- Acantholycosa azheganovae (Lobanova, 1978)
- Acantholycosa azyuzini Marusik, Hippa & Koponen, 1996
- Acantholycosa baltoroi (Caporiacco, 1935)
- Acantholycosa dudkoromani Marusik, Azarkina & Koponen, 2004
- Acantholycosa dudkorum Marusik, Azarkina & Koponen, 2004
- Acantholycosa katunensis Marusik, Azarkina & Koponen, 2004
- Acantholycosa khakassica Marusik, Azarkina & Koponen, 2004
- Acantholycosa kurchumensis Marusik, Azarkina & Koponen, 2004
- Acantholycosa levinae Marusik, Azarkina & Koponen, 2004
- Acantholycosa lignaria (Clerck, 1757)
- Acantholycosa logunovi Marusik, Azarkina & Koponen, 2004
- Acantholycosa mordkovitchi Marusik, Azarkina & Koponen, 2004
- Acantholycosa norvegica (Thorell, 1872)
  - Acantholycosa norvegica sudetica (L. Koch, 1875) *
- Acantholycosa oligerae Marusik, Azarkina & Koponen, 2004
- Acantholycosa paraplumalis Marusik, Azarkina & Koponen, 2004
- Acantholycosa pedestris (Simon, 1876)
- Acantholycosa petrophila Marusik, Azarkina & Koponen, 2004
- Acantholycosa plumalis Marusik, Azarkina & Koponen, 2004
- Acantholycosa sayanensis Marusik, Azarkina & Koponen, 2004
- Acantholycosa solituda (Levi & Levi, 1951)
- Acantholycosa spinembolus Marusik, Azarkina & Koponen, 2004
- Acantholycosa sterneri (Marusik, 1993)
- Acantholycosa sundukovi Marusik, Azarkina & Koponen, 2004
- Acantholycosa tarbagataica Marusik & Logunov, 2011
- Acantholycosa zinchenkoi Marusik, Azarkina & Koponen, 2004

## Adelocosa
Adelocosa Gertsch, 1973
- Adelocosa anops Gertsch, 1973

## Agalenocosa
Agalenocosa Mello-Leitão, 1944
- Agalenocosa bryantae (Roewer, 1951)
- Agalenocosa chacoensis (Mello-Leitão, 1942)
- Agalenocosa denisi (Caporiacco, 1947)
- Agalenocosa fallax (L. Koch, 1877)
- Agalenocosa fimbriata Mello-Leitão, 1944
- Agalenocosa gentilis Mello-Leitão, 1944
- Agalenocosa helvola (C. L. Koch, 1847)
- Agalenocosa kolbei (Dahl, 1908)
- Agalenocosa luteonigra (Mello-Leitão, 1945)
- Agalenocosa melanotaenia (Mello-Leitão, 1941)
- Agalenocosa pickeli (Mello-Leitão, 1937)
- Agalenocosa punctata Mello-Leitão, 1944
- Agalenocosa singularis Mello-Leitão, 1944
- Agalenocosa subinermis (Simon, 1897)
- Agalenocosa yaucensis (Petrunkevitch, 1929)

## Aglaoctenus
Aglaoctenus Tullgren, 1905
- Aglaoctenus castaneus (Mello-Leitão, 1942)
- Aglaoctenus lagotis (Holmberg, 1876)
- Aglaoctenus oblongus (C. L. Koch, 1847)
- Aglaoctenus puyen Piacentini, 2011
- Aglaoctenus yacytata Piacentini, 2011

## Algidus
Algidus Simon, 1898
- Algidus marmoratus Simon, 1898

## Allocosa
Allocosa Banks, 1900
- Allocosa abmingani (Hickman, 1944)
- Allocosa absoluta (Gertsch, 1934)
- Allocosa adolphifriederici (Strand, 1913)
- Allocosa albiconspersa Roewer, 1959
- Allocosa albonotata (Schmidt, 1895)
- Allocosa algoensis (Pocock, 1900)
- Allocosa alticeps (Mello-Leitão, 1944)
- Allocosa apora (Gertsch, 1934)
- Allocosa aurata (Purcell, 1903)
- Allocosa aurichelis Roewer, 1959
- Allocosa baulnyi (Simon, 1876)
- Allocosa bersabae Roewer, 1959
- Allocosa biserialis Roewer, 1959
- Allocosa brasiliensis (Petrunkevitch, 1910)
- Allocosa caboverdensis Schmidt & Krause, 1995
- Allocosa calamarica (Strand, 1914)
- Allocosa cambridgei (Simon, 1876)
- Allocosa chamberlini (Gertsch, 1934)
- Allocosa clariventris (Guy, 1966)
- Allocosa comotti (Thorell, 1887)
- Allocosa danneili (Dahl, 1908)
- Allocosa delagoa Roewer, 1959
- Allocosa delesserti (Caporiacco, 1941)
- Allocosa deserticola (Simon, 1898)
- Allocosa dingosaeformis (Guy, 1966)
- Allocosa dubia (Walckenaer, 1837)
- Allocosa dufouri (Simon, 1876)
- Allocosa edeala Roewer, 1959
- Allocosa efficiens Roewer, 1959
- Allocosa excusor (L. Koch, 1867)
- Allocosa exserta Roewer, 1959
- Allocosa faberrima (Simon, 1910)
- Allocosa fasciiventris (Dufour, 1835)
- Allocosa finkei (Hickman, 1944)
- Allocosa flavisternis (L. Koch, 1877)
- Allocosa floridiana (Chamberlin, 1908)
- Allocosa funerea (Hentz, 1844)
- Allocosa furtiva (Gertsch, 1934)
- Allocosa gabesia Roewer, 1959
- Allocosa georgicola (Walckenaer, 1837)
- Allocosa glochidea Roewer, 1959
- Allocosa gorontalensis (Merian, 1911)
- Allocosa gracilitarsis (Purcell, 1903)
- Allocosa guianensis (Caporiacco, 1947)
- Allocosa halei (Hickman, 1944)
- Allocosa handschini (Schenkel, 1937)
- Allocosa hasselti (L. Koch, 1877)
- Allocosa hirsuta (Bösenberg & Lenz, 1895)
- Allocosa hostilis (L. Koch, 1877)
- Allocosa hugonis (Strand, 1911)
- Allocosa illegalis (Strand, 1906)
- Allocosa ituriana (Strand, 1913)
- Allocosa iturianella Roewer, 1959
- Allocosa kalaharensis (Simon, 1910)
- Allocosa karissimbica (Strand, 1913)
- Allocosa kazibana Roewer, 1959
- Allocosa kulagini (Spassky, 1941)
- Allocosa laetella (Strand, 1907)
- Allocosa lawrencei (Roewer, 1951)
- Allocosa leucotricha Roewer, 1959
- Allocosa lombokensis (Strand, 1913)
- Allocosa mafensis (Lawrence, 1927)
- Allocosa mahengea Roewer, 1959
- Allocosa manmaka Roewer, 1960
- Allocosa maroccana Roewer, 1959
- Allocosa marshalli (Pocock, 1901)
- Allocosa martinicensis (Strand, 1910)
- Allocosa marua Roewer, 1959
- Allocosa mascatensis (Simon, 1898)
- Allocosa mexicana (Banks, 1898)
- Allocosa millica (Strand, 1906)
- Allocosa mirabilis (Strand, 1906)
- Allocosa mogadorensis (Simon, 1909)
- Allocosa mokiensis Gertsch, 1934
- Allocosa molicola (Strand, 1906)
- Allocosa montana Roewer, 1959
- Allocosa morelosiana (Gertsch & Davis, 1940)
- Allocosa mossambica Roewer, 1959
- Allocosa mossamedesa Roewer, 1959
- Allocosa mulaiki (Gertsch, 1934)
- Allocosa munieri (Simon, 1876)
- Allocosa mutilata Mello-Leitão, 1937
- Allocosa nanahuensis (Badcock, 1932)
- Allocosa nebulosa Roewer, 1959
- Allocosa nigella (Caporiacco, 1940)
- Allocosa nigripes (Guy, 1966)
- Allocosa nigriventris (Guy, 1966)
- Allocosa nigrofulva (Caporiacco, 1955)
- Allocosa noctuabunda (Montgomery, 1904)
- Allocosa obscuroides (Strand, 1906)
- Allocosa obturata (Lawrence, 1928)
- Allocosa oculata (Simon, 1876)
- Allocosa olivieri (Simon, 1876)
- Allocosa orinus (Chamberlin, 1916)
- Allocosa otavia Roewer, 1959
- Allocosa palabunda (L. Koch, 1877)
- Allocosa pallideflava (Lawrence, 1936)
- Allocosa panamena Chamberlin, 1925
- Allocosa panousei (Guy, 1966)
- Allocosa paraguayensis (Roewer, 1951)
- Allocosa pardala (Strand, 1909)
- Allocosa parva (Banks, 1894)
- Allocosa parvivulva (Lawrence, 1927)
- Allocosa pellita Roewer, 1960
- Allocosa perfecta Roewer, 1959
- Allocosa pistia (Strand, 1913)
- Allocosa plumipes Roewer, 1959
- Allocosa pugnatrix (Keyserling, 1877)
- Allocosa pulchella Roewer, 1959
- Allocosa pylora Chamberlin, 1925
- Allocosa quadrativulva (Caporiacco, 1955)
- Allocosa retenta (Gertsch & Wallace, 1935)
- Allocosa ruwenzorensis (Strand, 1913)
- Allocosa samoana (Roewer, 1951)
- Allocosa sangtoda Roewer, 1960
- Allocosa schoenlandi (Pocock, 1900)
- Allocosa schubotzi (Strand, 1913)
- Allocosa sefrana (Schenkel, 1937)
- Allocosa sennaris Roewer, 1959
- Allocosa sjostedti (Lessert, 1926)
- Allocosa soluta (Tullgren, 1905)
- Allocosa sublata (Montgomery, 1902)
- Allocosa suboculata (Guy, 1966)
- Allocosa subparva Dondale & Redner, 1983
- Allocosa tagax (Thorell, 1897)
- Allocosa tangana Roewer, 1959
- Allocosa tarentulina (Audouin, 1826)
- Allocosa tenebrosa (Thorell, 1897)
- Allocosa testacea Roewer, 1959
- Allocosa thieli (Dahl, 1908)
- Allocosa tremens (O. P.-Cambridge, 1876)
- Allocosa tuberculipalpa (Caporiacco, 1940)
- Allocosa umtalica (Purcell, 1903)
- Allocosa utahana Dondale & Redner, 1983
- Allocosa venezuelica (Caporiacco, 1955)
- Allocosa veracruzana (Gertsch & Davis, 1940)
- Allocosa wittei Roewer, 1959
- Allocosa woodwardi (Simon, 1909)
- Allocosa yurae (Strand, 1908)
- Allocosa zualella (Strand, 1907)

## Allotrochosina
Allotrochosina Roewer, 1960
- Allotrochosina karri Vink, 2001
- Allotrochosina schauinslandi (Simon, 1899)
- Allotrochosina walesiana Framenau, 2008

## Alopecosa
Alopecosa Simon, 1885
- Alopecosa accentuata (Latreille, 1817)
- Alopecosa aculeata (Clerck, 1757)
- Alopecosa akkolka Marusik, 1995
- Alopecosa albofasciata (Brullé, 1832)
  - Alopecosa albofasciata rufa (Franganillo, 1918)
- Alopecosa albostriata (Grube, 1861)
- Alopecosa albovittata (Schmidt, 1895)
- Alopecosa alpicola (Simon, 1876)
  - Alopecosa alpicola soriculata (Simon, 1876)
  - Alopecosa alpicola vidua (Simon, 1937)
- Alopecosa andesiana (Berland, 1913)
- Alopecosa artenarensis Wunderlich, 1992
- Alopecosa atis Caporiacco, 1949
- Alopecosa atypica Ponomarev, 2008
- Alopecosa auripilosa (Schenkel, 1953)
- Alopecosa aurita Chen, Song & Kim, 2001
- Alopecosa azsheganovae Esyunin, 1996
- Alopecosa balinensis (Giltay, 1935)
- Alopecosa barbipes (Sundevall, 1833)
  - Alopecosa barbipes oreophila (Simon, 1937)
- Alopecosa beckeri (Thorell, 1875)
- Alopecosa camerunensis Roewer, 1960
- Alopecosa canaricola Schmidt, 1982
- Alopecosa cedroensis Wunderlich, 1992
- Alopecosa chagyabensis Hu & Li, 1987
- Alopecosa charitonovi Mcheidze, 1997
- Alopecosa cinnameopilosa (Schenkel, 1963)
- Alopecosa cronebergi (Thorell, 1875)
- Alopecosa cuneata (Clerck, 1757)
- Alopecosa cursor (Hahn, 1831)
  - Alopecosa cursor cursorioides Charitonov, 1969
- Alopecosa curtohirta Tang, Urita & Song, 1993
- Alopecosa deserta Ponomarev, 2007
- Alopecosa disca Tang et al., 1997
- Alopecosa dryada Cordes, 1996
- Alopecosa edax (Thorell, 1875)
- Alopecosa ermolaevi Savelyeva, 1972
- Alopecosa etrusca Lugetti & Tongiorgi, 1969
- Alopecosa exasperans (O. P.-Cambridge, 1877)
- Alopecosa fabrilis (Clerck, 1757)
  - Alopecosa fabrilis trinacriae Lugetti & Tongiorgi, 1969
- Alopecosa fedotovi (Charitonov, 1946)
- Alopecosa fuerteventurensis Wunderlich, 1992
- Alopecosa fulvastra Caporiacco, 1955
- Alopecosa galilaei (Caporiacco, 1923)
- Alopecosa gomerae (Strand, 1911)
- Alopecosa gracilis (Bösenberg, 1895)
- Alopecosa grancanariensis Wunderlich, 1992
- Alopecosa hamata (Schenkel, 1963)
- Alopecosa hermiguensis Wunderlich, 1992
- Alopecosa himalayaensis Hu, 2001
- Alopecosa hingganica Tang, Urita & Song, 1993
- Alopecosa hirta (Kulczyński, 1908)
- Alopecosa hirtipes (Kulczyński, 1907)
- Alopecosa hoevelsi Schmidt & Barensteiner, 2000
- Alopecosa hokkaidensis Tanaka, 1985
- Alopecosa huabanna Chen, Song & Gao, 2000
- Alopecosa hui Chen, Song & Kim, 2001
- Alopecosa inderensis Ponomarev, 2007
- Alopecosa inimica (O. P.-Cambridge, 1885)
- Alopecosa inquilina (Clerck, 1757)
- Alopecosa irinae Lobanova, 1978
- Alopecosa kalahariana Roewer, 1960
- Alopecosa kalavrita Buchar, 2001
- Alopecosa kaplanovi Oliger, 1983
- Alopecosa kasakhstanica Savelyeva, 1972
- Alopecosa kochi (Keyserling, 1877)
- Alopecosa kratochvili (Schenkel, 1963)
- Alopecosa kronebergi Andreeva, 1976
- Alopecosa kulczynski Sternbergs, 1979
- Alopecosa kulczynskii (Bösenberg, 1895)
- Alopecosa kungurica Esyunin, 1996
- Alopecosa kuntzi Denis, 1953
- Alopecosa laciniosa (Simon, 1876)
- Alopecosa lallemandi (Berland, 1913)
- Alopecosa latifasciata (Kroneberg, 1875)
- Alopecosa leonhardii (Strand, 1913)
- Alopecosa lessertiana Brignoli, 1983
- Alopecosa licenti (Schenkel, 1953)
- Alopecosa lindbergi Roewer, 1960
- Alopecosa linzhan Chen & Song, 2003
- Alopecosa litvinovi Izmailova, 1989
- Alopecosa longicymbia Savelyeva, 1972
- Alopecosa madigani (Hickman, 1944)
- Alopecosa mariae (Dahl, 1908)
  - Alopecosa mariae orientalis (Kolosváry, 1934)
- Alopecosa medvedevi Ponomarev, 2009
- Alopecosa moesta (Holmberg, 1876)
- Alopecosa mojonia (Mello-Leitão, 1941)
- Alopecosa moriutii Tanaka, 1985
- Alopecosa mutabilis (Kulczyński, 1908)
- Alopecosa nagpag Chen, Song & Kim, 2001
- Alopecosa nemurensis (Strand, 1907)
- Alopecosa nenjukovi (Spassky, 1952)
- Alopecosa nigricans (Simon, 1886)
- Alopecosa nitidus Hu, 2001
- Alopecosa notabilis (Schmidt, 1895)
- Alopecosa nybelini Roewer, 1960
- Alopecosa oahuensis (Keyserling, 1890)
- Alopecosa obscura Schmidt, 1980
- Alopecosa obsoleta (C. L. Koch, 1847)
- Alopecosa orbisaca Peng et al., 1997
- Alopecosa orotavensis (Strand, 1916)
- Alopecosa osa Marusik, Hippa & Koponen, 1996
- Alopecosa osellai Lugetti & Tongiorgi, 1969
- Alopecosa ovalis Chen, Song & Gao, 2000
- Alopecosa palmae Schmidt, 1982
- Alopecosa pentheri (Nosek, 1905)
- Alopecosa pictilis (Emerton, 1885)
- Alopecosa pinetorum (Thorell, 1856)
- Alopecosa psammophila Buchar, 2001
- Alopecosa pseudocuneata (Schenkel, 1953)
- Alopecosa pulverulenta (Clerck, 1757)
  - Alopecosa pulverulenta tridentina (Thorell, 1875)
- Alopecosa raddei (Simon, 1889)
- Alopecosa rapa (Karsch, 1881)
- Alopecosa reimoseri (Kolosváry, 1934)
- Alopecosa restricta Mello-Leitão, 1940
- Alopecosa roeweri (Rosca, 1937)
- Alopecosa rosea Mello-Leitão, 1945
- Alopecosa saurica Marusik, 1995
- Alopecosa schmidti (Hahn, 1835)
- Alopecosa sciophila Ponomarev, 2008
- Alopecosa sibirica (Kulczyński, 1908)
- Alopecosa simoni (Thorell, 1872)
- Alopecosa sokhondoensis Logunov & Marusik, 1995
- Alopecosa solitaria (Herman, 1879)
- Alopecosa solivaga (Kulczyński, 1901)
  - Alopecosa solivaga annulata (Kulczyński, 1916)
  - Alopecosa solivaga borea (Kulczyński, 1908)
  - Alopecosa solivaga katunjica (Ermolajev, 1937)
  - Alopecosa solivaga lineata (Kulczyński, 1916)
- Alopecosa spasskyi Ponomarev, 2008
- Alopecosa spinata Yu & Song, 1988
- Alopecosa steppica Ponomarev, 2007
- Alopecosa strandi (Rosca, 1936)
- Alopecosa striatipes (C. L. Koch, 1839)
- Alopecosa sublimbata Roewer, 1960
- Alopecosa subrufa (Schenkel, 1963)
- Alopecosa subsolitaria Savelyeva, 1972
- Alopecosa subvalida Guy, 1966
- Alopecosa sulzeri (Pavesi, 1873)
- Alopecosa taeniata (C. L. Koch, 1835)
- Alopecosa taeniopus (Kulczyński, 1895)
- Alopecosa tanakai Omelko & Marusik, 2008
- Alopecosa thaleri Hepner & Paulus, 2007
- Alopecosa trabalis (Clerck, 1757)
  - Alopecosa trabalis albica (Franganillo, 1913)
- Alopecosa tunetana Roewer, 1960
- Alopecosa turanica Savelyeva, 1972
- Alopecosa uiensis Esyunin, 1996
- Alopecosa upembania Roewer, 1960
- Alopecosa valida (Lucas, 1846)
- Alopecosa virgata (Kishida, 1909)
- Alopecosa volubilis Yoo, Kim & Tanaka, 2004
- Alopecosa wenxianensis Tang et al., 1997
- Alopecosa xilinensis Peng et al., 1997
- Alopecosa xiningensis Hu, 2001
- Alopecosa xinjiangensis Hu & Wu, 1989
- Alopecosa yamalensis Esyunin, 1996
- Alopecosa zyuzini Logunov & Marusik, 1995

## Alopecosella
Alopecosella Roewer, 1960
- Alopecosella pelusiaca (Audouin, 1826)
- Alopecosella perspicax (L. Koch, 1882)

## Amblyothele
Amblyothele Simon, 1910
- Amblyothele albocincta Simon, 1910
- Amblyothele atlantica Russell-Smith, Jocqué & Alderweireldt, 2009
- Amblyothele ecologica Russell-Smith, Jocqué & Alderweireldt, 2009
- Amblyothele hamatula Russell-Smith, Jocqué & Alderweireldt, 2009
- Amblyothele kivumba Russell-Smith, Jocqué & Alderweireldt, 2009
- Amblyothele latedissipata Russell-Smith, Jocqué & Alderweireldt, 2009
- Amblyothele longipes Russell-Smith, Jocqué & Alderweireldt, 2009
- Amblyothele togona Roewer, 1960

## Anomalomma
Anomalomma Simon, 1890
- Anomalomma harishi Dyal, 1935
- Anomalomma lycosinum Simon, 1890
- Anomalomma rhodesianum Roewer, 1960

## Anomalosa
Anomalosa Roewer, 1960
- Anomalosa kochi (Simon, 1898)
- Anomalosa oz Framenau, 2006

## Anoteropsis
Anoteropsis L. Koch, 1878
- Anoteropsis adumbrata (Urquhart, 1887)
- Anoteropsis aerescens (Goyen, 1887)
- Anoteropsis alpina Vink, 2002
- Anoteropsis arenivaga (Dalmas, 1917)
- Anoteropsis blesti Vink, 2002
- Anoteropsis canescens (Goyen, 1887)
- Anoteropsis cantuaria Vink, 2002
- Anoteropsis flavescens L. Koch, 1878
- Anoteropsis flavovittata Simon, 1880
- Anoteropsis forsteri Vink, 2002
- Anoteropsis hallae Vink, 2002
- Anoteropsis hilaris (L. Koch, 1877)
- Anoteropsis insularis Vink, 2002
- Anoteropsis lacustris Vink, 2002
- Anoteropsis litoralis Vink, 2002
- Anoteropsis montana Vink, 2002
- Anoteropsis okatainae Vink, 2002
- Anoteropsis papuana Thorell, 1881
- Anoteropsis ralphi (Simon, 1905)
- Anoteropsis senica (L. Koch, 1877)
- Anoteropsis urquharti (Simon, 1898)
- Anoteropsis virgata (Karsch, 1880)
- Anoteropsis westlandica Vink, 2002

## Arctosa
Arctosa C. L. Koch, 1847
- Arctosa albida (Simon, 1898)
- Arctosa albopellita (L. Koch, 1875)
- Arctosa algerina Roewer, 1960
- Arctosa aliusmodi (Karsch, 1880)
- Arctosa alluaudi Guy, 1966
- Arctosa alpigena (Doleschall, 1852)
  - Arctosa alpigena lamperti Dahl, 1908
- Arctosa amylaceoides (Schenkel, 1936)
- Arctosa andina (Chamberlin, 1916)
- Arctosa astuta (Gerstäcker, 1873)
- Arctosa atriannulipes (Strand, 1906)
- Arctosa atroventrosa (Lenz, 1886)
- Arctosa aussereri (Keyserling, 1877)
- Arctosa bacchabunda (Karsch, 1884)
- Arctosa bakva (Roewer, 1960)
- Arctosa berlandi (Caporiacco, 1949)
- Arctosa bicoloripes (Roewer, 1960)
- Arctosa binalis Yu & Song, 1988
- Arctosa biseriata Roewer, 1960
- Arctosa bogotensis (Keyserling, 1877)
- Arctosa brauni (Strand, 1916)
- Arctosa brevialva (Franganillo, 1913)
- Arctosa brevispina (Lessert, 1915)
- Arctosa camerunensis Roewer, 1960
- Arctosa capensis Roewer, 1960
- Arctosa chungjooensis Paik, 1994
- Arctosa cinerea (Fabricius, 1777)
  - Arctosa cinerea obscura (Franganillo, 1913)
- Arctosa coreana Paik, 1994
- Arctosa daisetsuzana (Saito, 1934)
- Arctosa darountaha Roewer, 1960
- Arctosa denticulata Jiménez & Dondale, 1984
- Arctosa depectinata (Bösenberg & Strand, 1906)
- Arctosa depuncta (O. P.-Cambridge, 1876)
- Arctosa deserta (O. P.-Cambridge, 1872)
- Arctosa dissonans (O. P.-Cambridge, 1872)
- Arctosa ebicha Yaginuma, 1960
- Arctosa edeana Roewer, 1960
- Arctosa emertoni Gertsch, 1934
- Arctosa ephippiata Roewer, 1960
- Arctosa epiana (Berland, 1938)
- Arctosa erythraeana Roewer, 1960
- Arctosa excellens (Simon, 1876)
- Arctosa fessana Roewer, 1960
- Arctosa figurata (Simon, 1876)
- Arctosa frequentissima Caporiacco, 1947
- Arctosa fujiii Tanaka, 1985
- Arctosa fulvolineata (Lucas, 1846)
- Arctosa fusca (Keyserling, 1877)
- Arctosa gougu Chen & Song, 1999
- Arctosa hallasanensis Paik, 1994
- Arctosa harraria Roewer, 1960
- Arctosa hikosanensis Tanaka, 1985
- Arctosa himalayensis Tikader & Malhotra, 1980
- Arctosa hottentotta Roewer, 1960
- Arctosa humicola (Bertkau, 1880)
- Arctosa hunanensis Yin, Peng & Bao, 1997
- Arctosa inconspicua (Bryant, 1948)
- Arctosa indica Tikader & Malhotra, 1980
- Arctosa insignita (Thorell, 1872)
- Arctosa intricaria (C. L. Koch, 1847)
- Arctosa ipsa (Karsch, 1879)
- Arctosa janetscheki Buchar, 1976
- Arctosa kadjahkaia Roewer, 1960
- Arctosa kansuensis (Schenkel, 1936)
- Arctosa kassenjea (Strand, 1913)
- Arctosa kawabe Tanaka, 1985
- Arctosa kazibana Roewer, 1960
- Arctosa keniana (Roewer, 1960)
- Arctosa keumjeungsana Paik, 1994
- Arctosa khudiensis (Sinha, 1951)
- Arctosa kiangsiensis (Schenkel, 1963)
- Arctosa kirkiana (Strand, 1913)
- Arctosa kiwuana (Strand, 1913)
- Arctosa kolosvaryi (Caporiacco, 1947)
- Arctosa kwangreungensis Paik & Tanaka, 1986
- Arctosa labiata Tso & Chen, 2004
- Arctosa laccophila (Simon, 1910)
- Arctosa lacupemba (Roewer, 1960)
- Arctosa lacustris (Simon, 1876)
- Arctosa lagodechiensis Mcheidze, 1997
- Arctosa lama Dondale & Redner, 1983
- Arctosa laminata Yu & Song, 1988
- Arctosa lawrencei (Roewer, 1960)
- Arctosa leaeniformis (Simon, 1910)
- Arctosa leopardus (Sundevall, 1833)
- Arctosa lesserti Reimoser, 1934
- Arctosa letourneuxi (Simon, 1885)
- Arctosa lightfooti (Purcell, 1903)
- Arctosa litigiosa Roewer, 1960
- Arctosa littoralis (Hentz, 1844)
- Arctosa liujiapingensis Yin et al., 1997
- Arctosa lutetiana (Simon, 1876)
- Arctosa maculata (Hahn, 1822)
- Arctosa maderana Roewer, 1960
- Arctosa marfieldi Roewer, 1960
- Arctosa marocensis Roewer, 1960
- Arctosa meinerti (Thorell, 1875)
- Arctosa meitanensis Yin et al., 1993
- Arctosa minuta F. O. P.-Cambridge, 1902
- Arctosa misella (L. Koch, 1882)
- Arctosa mittensa Yin et al., 1993
- Arctosa mossambica Roewer, 1960
- Arctosa mulani (Dyal, 1935)
- Arctosa nava Roewer, 1955
- Arctosa niccensis (Strand, 1907)
- Arctosa ningboensis Yin, Bao & Zhang, 1996
- Arctosa nivosa (Purcell, 1903)
- Arctosa nonsignata Roewer, 1960
- Arctosa nyembeensis (Strand, 1916)
- Arctosa obscura Denis, 1953
- Arctosa oneili (Purcell, 1903)
- Arctosa otaviensis Roewer, 1960
- Arctosa pardosina (Simon, 1898)
- Arctosa pargongensis Paik, 1994
- Arctosa pelengea Roewer, 1960
- Arctosa perita (Latreille, 1799)
  - Arctosa perita arenicola (Simon, 1937)
- Arctosa personata (L. Koch, 1872)
- Arctosa pichoni Schenkel, 1963
- Arctosa picturella (Strand, 1906)
- Arctosa poecila Caporiacco, 1939
- Arctosa politana Roewer, 1960
- Arctosa promontorii (Pocock, 1900)
- Arctosa pseudoleopardus Ponomarev, 2007
- Arctosa pugil (Bertkau, 1880)
- Arctosa pungcheunensis Paik, 1994
- Arctosa quadripunctata (Lucas, 1846)
- Arctosa raptor (Kulczyński, 1885)
- Arctosa ravida Ponomarev, 2007
- Arctosa recurva Yu & Song, 1988
- Arctosa renidescens Buchar & Thaler, 1995
- Arctosa ripaecola (Roewer, 1960)
- Arctosa rubicunda (Keyserling, 1877)
- Arctosa rufescens Roewer, 1960
- Arctosa sanctaerosae Gertsch & Wallace, 1935
- Arctosa sandeshkhaliensis Majumder, 2004
- Arctosa sapiranga Silva & Lise, 2009
- Arctosa schensiensis Schenkel, 1963
- Arctosa schweinfurthi (Strand, 1906)
- Arctosa scopulitibiis (Strand, 1906)
- Arctosa serii Roth & Brown, 1976
- Arctosa serrulata Mao & Song, 1985
- Arctosa similis Schenkel, 1938
- Arctosa simoni Guy, 1966
- Arctosa sjostedti Roewer, 1960
- Arctosa sordulenta (Thorell, 1899)
- Arctosa springiosa Yin et al., 1993
- Arctosa stigmosa (Thorell, 1875)
- Arctosa subamylacea (Bösenberg & Strand, 1906)
- Arctosa swatowensis (Strand, 1907)
- Arctosa tanakai Barrion & Litsinger, 1995
- Arctosa tappaensis Gajbe, 2004
- Arctosa tbilisiensis Mcheidze, 1946
- Arctosa tenuissima (Purcell, 1903)
- Arctosa testacea Roewer, 1960
- Arctosa togona Roewer, 1960
- Arctosa transvaalana Roewer, 1960
- Arctosa tridens (Simon, 1937)
- Arctosa tridentata Chen & Song, 1999
- Arctosa truncata Tso & Chen, 2004
- Arctosa upembana Roewer, 1960
- Arctosa vaginalis Yu & Song, 1988
- Arctosa variana C. L. Koch, 1847
- Arctosa villica (Lucas, 1846)
- Arctosa virgo (Chamberlin, 1925)
- Arctosa wittei Roewer, 1960
- Arctosa workmani (Strand, 1909)
- Arctosa xunyangensis Wang & Qiu, 1992
- Arctosa yasudai (Tanaka, 2000)
- Arctosa ziyunensis Yin, Peng & Bao, 1997

## Arctosippa
Arctosippa Roewer, 1960
- Arctosippa gracilis (Keyserling, 1881)

## Arctosomma
Arctosomma Roewer, 1960
- Arctosomma trochosiforme (Strand, 1906)

## Artoria
Artoria Thorell, 1877
- Artoria albopedipalpis Framenau, 2002
- Artoria albopilata (Urquhart, 1893)
- Artoria alta Framenau, 2004
- Artoria amoena (Roewer, 1960)
- Artoria avona Framenau, 2002
- Artoria berenice (L. Koch, 1877)
- Artoria cingulipes Simon, 1909
- Artoria flavimana Simon, 1909
- Artoria gloriosa (Rainbow, 1920)
- Artoria hebridisiana (Berland, 1938)
- Artoria hospita Vink, 2002
- Artoria howquaensis Framenau, 2002
- Artoria impedita (Simon, 1909)
- Artoria lineata (L. Koch, 1877)
- Artoria linnaei Framenau, 2008
- Artoria lycosimorpha Strand, 1909
- Artoria maculatipes (Roewer, 1960)
- Artoria mckayi Framenau, 2002
- Artoria minima (Berland, 1938)
- Artoria palustris Dahl, 1908
- Artoria parvula Thorell, 1877
- Artoria pruinosa (L. Koch, 1877)
- Artoria quadrata Framenau, 2002
- Artoria schizocoides Framenau & Hebets, 2007
- Artoria segrega Vink, 2002
- Artoria separata Vink, 2002
- Artoria taeniifera Simon, 1909
- Artoria thorelli (Berland, 1929)
- Artoria triangularis Framenau, 2002
- Artoria ulrichi Framenau, 2002
- Artoria victoriensis Framenau, Gotch & Austin, 2006

## Artoriellula
Artoriellula Roewer, 1960
- Artoriellula bicolor (Simon, 1898)
- Artoriellula celebensis (Merian, 1911)

## Artoriopsis
Artoriopsis Framenau, 2007
- Artoriopsis anacardium Framenau, 2007
- Artoriopsis eccentrica Framenau, 2007
- Artoriopsis expolita (L. Koch, 1877)
- Artoriopsis joergi Framenau, 2007
- Artoriopsis klausi Framenau, 2007
- Artoriopsis melissae Framenau, 2007
- Artoriopsis whitehouseae Framenau, 2007

## Aulonia
Aulonia C. L. Koch, 1847
- Aulonia albimana (Walckenaer, 1805)
- Aulonia kratochvili Dunin, Buchar & Absolon, 1986

## Auloniella
Auloniella Roewer, 1960
- Auloniella maculisterna Roewer, 1960

## Bogdocosa
Bogdocosa Ponomarev & Belosludtsev, 2008
- Bogdocosa baskuntchakensis Ponomarev & Belosludtsev, 2008

## Brevilabus
Brevilabus Strand, 1908
- Brevilabus gillonorum Cornic, 1980
- Brevilabus oryx (Simon, 1886)

## Bristowiella
Bristowiella Saaristo, 1980
- Bristowiella kartalensis Alderweireldt, 1988
- Bristowiella seychellensis (Bristowe, 1973)

## Camptocosa
Camptocosa Dondale, Jiménez & Nieto, 2005
- Camptocosa parallela (Banks, 1898)
- Camptocosa texana Dondale, Jiménez & Nieto, 2005

## Caporiaccosa
Caporiaccosa Roewer, 1960
- Caporiaccosa arctosaeformis (Caporiacco, 1940)

## Caspicosa
Caspicosa Ponomarev, 2007
- Caspicosa kulsaryensis Ponomarev, 2007
- Caspicosa manytchensis Ponomarev, 2007

## Crocodilosa
Crocodilosa Caporiacco, 1947
- Crocodilosa kittenbergeri Caporiacco, 1947
- Crocodilosa leucostigma (Simon, 1885)
- Crocodilosa maindroni (Simon, 1897)
- Crocodilosa ovicula (Thorell, 1895)
- Crocodilosa virulenta (O. P.-Cambridge, 1876)

## Cynosa
Cynosa Caporiacco, 1933
- Cynosa agedabiae Caporiacco, 1933
- Cynosa ramosa (L. Koch, 1877)

## Dejerosa
Dejerosa Roewer, 1960
- Dejerosa picta Roewer, 1960

## Deliriosa
Deliriosa Kovblyuk, 2009
- Deliriosa karadagensis Kovblyuk, 2009

## Diahogna
Diahogna Roewer, 1960
- Diahogna exculta (L. Koch, 1876)
- Diahogna hildegardae Framenau, 2006
- Diahogna martensi (Karsch, 1878)
- Diahogna pisauroides Framenau, 2006

## Diapontia
Diapontia Keyserling, 1876
- Diapontia niveovittata Mello-Leitão, 1945
- Diapontia pourtaleensis Mello-Leitão, 1944
- Diapontia senescens Mello-Leitão, 1944
- Diapontia uruguayensis Keyserling, 1877

## Dingosa
Dingosa Roewer, 1955
- Dingosa humphreysi (McKay, 1985)
- Dingosa liopus (Chamberlin, 1916)
- Dingosa murata Framenau & Baehr, 2007
- Dingosa serrata (L. Koch, 1877)
- Dingosa simsoni (Simon, 1898)
- Dingosa venefica (Keyserling, 1891)

## Dolocosa
Dolocosa Roewer, 1960
- Dolocosa dolosa (O. P.-Cambridge, 1873)

## Donacosa
Donacosa Alderweireldt & Jocqué, 1991
- Donacosa merlini Alderweireldt & Jocqué, 1991

## Dorjulopirata
Dorjulopirata Buchar, 1997
- Dorjulopirata dorjulanus Buchar, 1997

## Draposa
Draposa Kronestedt, 2010
- Draposa atropalpis (Gravely, 1924)
- Draposa lyrivulva (Bösenberg & Strand, 1906)
- Draposa nicobarica (Thorell, 1891)
- Draposa oakleyi Gravely, 1924
- Draposa porpaensis (Gajbe, 2004)
- Draposa subhadrae (Patel & Reddy, 1993)
- Draposa tenasserimensis (Thorell, 1895)
- Draposa zhanjiangensis (Yin et al., 1995)

## Edenticosa
Edenticosa Roewer, 1960
- Edenticosa edentula (Simon, 1910)

## Evippa
Evippa Simon, 1882
- Evippa aculeata (Kroneberg, 1875)
- Evippa aequalis Alderweireldt, 1991
- Evippa apsheronica Marusik, Guseinov & Koponen, 2003
- Evippa arenaria (Audouin, 1826)
- Evippa badchysica Sternbergs, 1979
- Evippa banarensis Tikader & Malhotra, 1980
- Evippa benevola (O. P.-Cambridge, 1885)
- Evippa beschkentica Andreeva, 1976
- Evippa caucasica Marusik, Guseinov & Koponen, 2003
- Evippa concolor (Kroneberg, 1875)
- Evippa douglasi Hogg, 1912
- Evippa eltonica Dunin, 1994
- Evippa fortis Roewer, 1955
- Evippa jabalpurensis Gajbe, 2004
- Evippa jocquei Alderweireldt, 1991
- Evippa kazachstanica Ponomarev, 2007
- Evippa kirchshoferae Roewer, 1959
- Evippa lugubris Chen, Song & Kim, 1998
- Evippa luteipalpis Roewer, 1955
- Evippa mandlaensis Gajbe, 2004
- Evippa massaica (Roewer, 1959)
- Evippa nigerrima (Miller & Buchar, 1972)
- Evippa onager Simon, 1895
- Evippa praelongipes (O. P.-Cambridge, 1870)
- Evippa projecta Alderweireldt, 1991
- Evippa rajasthanea Tikader & Malhotra, 1980
- Evippa rubiginosa Simon, 1885
- Evippa russellsmithi Alderweireldt, 1991
- Evippa schenkeli Sternbergs, 1979
- Evippa shivajii Tikader & Malhotra, 1980
- Evippa sibirica Marusik, 1995
- Evippa sjostedti Schenkel, 1936
- Evippa soderbomi Schenkel, 1936
- Evippa sohani Tikader & Malhotra, 1980
- Evippa solanensis Tikader & Malhotra, 1980
- Evippa strandi (Lessert, 1926)
- Evippa turkmenica Sternbergs, 1979

## Evippomma
Evippomma Roewer, 1959
- Evippomma albomarginatum Alderweireldt, 1992
- Evippomma evippiforme (Caporiacco, 1935)
- Evippomma evippinum (Simon, 1897)
- Evippomma plumipes (Lessert, 1936)
- Evippomma simoni Alderweireldt, 1992
- Evippomma squamulatum (Simon, 1898)

## Foveosa
Foveosa Russell-Smith, Alderweireldt & Jocqué, 2007
- Foveosa adunca Russell-Smith, Alderweireldt & Jocqué, 2007
- Foveosa albicapillis Russell-Smith, Alderweireldt & Jocqué, 2007
- Foveosa foveolata (Purcell, 1903)
- Foveosa infuscata Russell-Smith, Alderweireldt & Jocqué, 2007
- Foveosa tintinabulum Russell-Smith, Alderweireldt & Jocqué, 2007

## Geolycosa
Geolycosa Montgomery, 1904
- Geolycosa aballicola (Strand, 1906)
- Geolycosa albimarginata (Badcock, 1932)
- Geolycosa altera Roewer, 1955
- Geolycosa appetens Roewer, 1960
- Geolycosa ashantica (Strand, 1916)
- Geolycosa atroscopulata Roewer, 1955
- Geolycosa atrosellata Roewer, 1960
- Geolycosa bridarollii (Mello-Leitão, 1945)
- Geolycosa buyebalana Roewer, 1960
- Geolycosa carli (Reimoser, 1934)
- Geolycosa conspersa (Thorell, 1877)
- Geolycosa cyrenaica (Simon, 1908)
- Geolycosa diffusa Roewer, 1960
- Geolycosa disposita Roewer, 1960
- Geolycosa diversa Roewer, 1960
- Geolycosa domifex (Hancock, 1899)
- Geolycosa dunini Zyuzin & Logunov, 2000
- Geolycosa egena (L. Koch, 1877)
- Geolycosa escambiensis Wallace, 1942
- Geolycosa excussa (Tullgren, 1905)
- Geolycosa fatifera (Hentz, 1842)
- Geolycosa festina (L. Koch, 1877)
- Geolycosa flavichelis Roewer, 1955
- Geolycosa forsaythi (Dahl, 1908)
- Geolycosa gaerdesi Roewer, 1960
- Geolycosa gofensis (Strand, 1906)
- Geolycosa gosoga (Chamberlin, 1925)
- Geolycosa habilis Roewer, 1960
- Geolycosa hectoria (Pocock, 1900)
- Geolycosa hubbelli Wallace, 1942
- Geolycosa hyltonscottae (Mello-Leitão, 1941)
- Geolycosa iaffa (Strand, 1913)
- Geolycosa impudica (Mello-Leitão, 1944)
- Geolycosa incertula (Mello-Leitão, 1941)
- Geolycosa infensa (L. Koch, 1877)
- Geolycosa insulata (Mello-Leitão, 1944)
- Geolycosa ituricola (Strand, 1913)
- Geolycosa katekeana Roewer, 1960
- Geolycosa kijabica (Strand, 1916)
- Geolycosa lancearia (Mello-Leitão, 1940)
- Geolycosa latifrons Montgomery, 1904
- Geolycosa liberiana Roewer, 1960
- Geolycosa lindneri (Karsch, 1879)
- Geolycosa lusingana (Roewer, 1959)
- Geolycosa micanopy Wallace, 1942
- Geolycosa minor (Simon, 1910)
- Geolycosa missouriensis (Banks, 1895)
- Geolycosa natalensis Roewer, 1960
- Geolycosa nolotthensis (Simon, 1910)
- Geolycosa nossibeensis (Strand, 1907)
- Geolycosa ornatipes (Bryant, 1935)
- Geolycosa patellonigra Wallace, 1942
- Geolycosa pikei (Marx, 1881)
- Geolycosa rafaelana (Chamberlin, 1928)
- Geolycosa raptatorides (Strand, 1909)
- Geolycosa riograndae Wallace, 1942
- Geolycosa rogersi Wallace, 1942
- Geolycosa rubrotaeniata (Keyserling, 1877)
- Geolycosa rufibarbis (Mello-Leitão, 1947)
- Geolycosa sangilia (Roewer, 1955)
- Geolycosa sanogastensis (Mello-Leitão, 1941)
- Geolycosa schulzi (Dahl, 1908)
- Geolycosa sexmaculata Roewer, 1960
- Geolycosa shinkuluna Roewer, 1960
- Geolycosa suahela (Strand, 1913)
- Geolycosa subvittata (Pocock, 1900)
- Geolycosa tangana (Roewer, 1959)
- Geolycosa ternetzi (Mello-Leitão, 1939)
- Geolycosa timorensis (Thorell, 1881)
- Geolycosa togonia Roewer, 1960
- Geolycosa turricola (Treat, 1880)
- Geolycosa uinticolens (Chamberlin, 1936)
- Geolycosa urbana (O. P.-Cambridge, 1876)
  - Geolycosa urbana hova (Strand, 1907)
- Geolycosa uruguayaca (Strand, 1909)
- Geolycosa vultuosa (C. L. Koch, 1838)
- Geolycosa wrighti (Emerton, 1912)
- Geolycosa xera McCrone, 1963
  - Geolycosa xera archboldi McCrone, 1963

## Gladicosa
Gladicosa Brady, 1987
- Gladicosa bellamyi (Gertsch & Wallace, 1937)
- Gladicosa euepigynata (Montgomery, 1904)
- Gladicosa gulosa (Walckenaer, 1837)
- Gladicosa huberti (Chamberlin, 1924)
- Gladicosa pulchra (Keyserling, 1877)

## Gnatholycosa
Gnatholycosa Mello-Leitão, 1940
- Gnatholycosa spinipalpis Mello-Leitão, 1940

## Hesperocosa
Hesperocosa Gertsch & Wallace, 1937
- Hesperocosa unica (Gertsch & Wallace, 1935)

## Hippasa
Hippasa Simon, 1885
- Hippasa affinis Lessert, 1933
- Hippasa afghana Roewer, 1960
- Hippasa agelenoides (Simon, 1884)
- Hippasa albopunctata Thorell, 1899
- Hippasa australis Lawrence, 1927
- Hippasa babai Tanikawa, 2007
- Hippasa bifasciata Buchar, 1997
- Hippasa brechti Alderweireldt & Jocqué, 2005
- Hippasa charamaensis Gajbe, 2004
- Hippasa cinerea Simon, 1898
- Hippasa decemnotata Simon, 1910
- Hippasa domratchevae Andreeva, 1976
- Hippasa elienae Alderweireldt & Jocqué, 2005
- Hippasa fabreae Gajbe & Gajbe, 1999
- Hippasa flavicoma Caporiacco, 1935
- Hippasa funerea Lessert, 1925
- Hippasa greenalliae (Blackwall, 1867)
- Hippasa hansae Gajbe & Gajbe, 1999
- Hippasa haryanensis Arora & Monga, 1994
- Hippasa himalayensis Gravely, 1924
- Hippasa holmerae Thorell, 1895
  - Hippasa holmerae sundaica Thorell, 1895
- Hippasa innesi Simon, 1889
- Hippasa lamtoensis Dresco, 1981
- Hippasa loeffleri (Roewer, 1955)
- Hippasa loundesi Gravely, 1924
- Hippasa lycosina Pocock, 1900
- Hippasa madhuae Tikader & Malhotra, 1980
- Hippasa madraspatana Gravely, 1924
- Hippasa marginata Roewer, 1960
- Hippasa olivacea (Thorell, 1887)
- Hippasa partita (O. P.-Cambridge, 1876)
- Hippasa pisaurina Pocock, 1900
- Hippasa simoni (Thorell, 1887)
- Hippasa sinai Alderweireldt & Jocqué, 2005
- Hippasa valiveruensis Patel & Reddy, 1993
- Hippasa wigglesworthi Gajbe & Gajbe, 1999

## Hippasella
Hippasella Mello-Leitão, 1944
- Hippasella alhue Piacentini, 2011
- Hippasella arapensis (Strand, 1908)
- Hippasella guaquiensis (Strand, 1908)

## Hoggicosa
Hoggicosa Roewer, 1960
- Hoggicosa alfi Langlands & Framenau, 2010
- Hoggicosa bicolor (Hogg, 1905)
- Hoggicosa brennani Langlands & Framenau, 2010
- Hoggicosa castanea (Hogg, 1905)
- Hoggicosa duracki (McKay, 1975)
- Hoggicosa forresti (McKay, 1973)
- Hoggicosa natashae Langlands & Framenau, 2010
- Hoggicosa snelli (McKay, 1975)
- Hoggicosa storri (McKay, 1973)
- Hoggicosa wolodymyri Langlands & Framenau, 2010

## Hogna
Hogna Simon, 1885
- Hogna adjacens Roewer, 1959
- Hogna agadira (Roewer, 1960)
- Hogna albemarlensis (Banks, 1902)
- Hogna alexandria (Roewer, 1960)
- Hogna alticeps (Kroneberg, 1875)
- Hogna ammophila (Wallace, 1942)
- Hogna andreinii Reimoser, 1937
- Hogna angusta (Tullgren, 1901)
- Hogna annexa (Chamberlin & Ivie, 1944)
- Hogna antelucana (Montgomery, 1904)
- Hogna antiguiana Roewer, 1955
- Hogna archaeologica (Chamberlin, 1925)
- Hogna aspersa (Hentz, 1844)
- Hogna atramentata (Karsch, 1879)
- Hogna auricoma (Keyserling, 1891)
- Hogna badia (Keyserling, 1877)
- Hogna balearica (Thorell, 1873)
- Hogna baliana Roewer, 1959
- Hogna baltimoriana (Keyserling, 1877)
- Hogna bellatrix (L. Koch, 1865)
- Hogna beniana (Strand, 1913)
- Hogna bergsoei (Thorell, 1875)
- Hogna bhougavia Roewer, 1960
- Hogna bicoloripes (Roewer, 1960)
- Hogna bimaculata (Purcell, 1903)
- Hogna birabenae (Mello-Leitão, 1941)
- Hogna biscoitoi Wunderlich, 1992
- Hogna bivittata (Mello-Leitão, 1939)
- Hogna bonifacioi Barrion & Litsinger, 1995
- Hogna bottegoi Caporiacco, 1940
- Hogna bowonglangi (Merian, 1911)
- Hogna brevitarsis (F. O. P.-Cambridge, 1902)
- Hogna brunnea (Bösenberg, 1895)
- Hogna bruta (Karsch, 1880)
- Hogna burti (Hickman, 1944)
- Hogna canariana (Roewer, 1960)
- Hogna carolinensis (Walckenaer, 1805)
- Hogna chickeringi (Chamberlin & Ivie, 1936)
- Hogna cinica (Tongiorgi, 1977)
- Hogna coloradensis (Banks, 1894)
- Hogna colosii (Caporiacco, 1947)
- Hogna commota (Gertsch, 1934)
- Hogna constricta (F. O. P.-Cambridge, 1902)
- Hogna cosquin (Mello-Leitão, 1941)
- Hogna crispipes (L. Koch, 1877)
- Hogna dauana Roewer, 1959
- Hogna defucata Roewer, 1959
- Hogna denisi Roewer, 1959
- Hogna deweti Roewer, 1959
- Hogna diyari Framenau, Gotch & Austin, 2006
- Hogna duala Roewer, 1959
- Hogna efformata Roewer, 1959
- Hogna electa Roewer, 1959
- Hogna enecens Roewer, 1959
- Hogna ericeticola (Wallace, 1942)
- Hogna espanola Baert & Maelfait, 2008
- Hogna estrix Roewer, 1959
- Hogna etoshana Roewer, 1959
- Hogna exigua (Roewer, 1960)
- Hogna exsiccatella (Strand, 1916)
- Hogna felina (L. Koch, 1878)
- Hogna ferocella (Strand, 1916)
- Hogna ferox (Lucas, 1838)
- Hogna filicum (Karsch, 1880)
- Hogna flava Roewer, 1959
- Hogna forsteri Caporiacco, 1955
- Hogna fraissei (L. Koch, 1882)
- Hogna frondicola (Emerton, 1885)
- Hogna furva (Thorell, 1899)
  - Hogna furva cingulipes (Simon, 1910)
- Hogna furvescens (Simon, 1910)
- Hogna gabonensis Roewer, 1959
- Hogna galapagoensis (Banks, 1902)
- Hogna graeca (Roewer, 1951)
- Hogna grandis (Banks, 1894)
- Hogna gratiosa Roewer, 1959
- Hogna gumia (Petrunkevitch, 1911)
- Hogna guttatula (F. O. P.-Cambridge, 1902)
- Hogna hawaiiensis (Simon, 1899)
- Hogna heeri (Thorell, 1875)
- Hogna helluo (Walckenaer, 1837)
- Hogna hendrickxi Baert & Maelfait, 2008
- Hogna hereroana (Roewer, 1960)
- Hogna hibernalis (Strand, 1906)
- Hogna hickmani Caporiacco, 1955
- Hogna himalayensis (Gravely, 1924)
- Hogna hippasimorpha (Strand, 1913)
- Hogna hispanica (Walckenaer, 1837)
  - Hogna hispanica dufouri (Strand, 1916)
- Hogna idonea Roewer, 1959
- Hogna immansueta (Simon, 1909)
- Hogna indefinida (Mello-Leitão, 1941)
- Hogna inexorabilis (O. P.-Cambridge, 1869)
- Hogna infulata Roewer, 1959
- Hogna ingens (Blackwall, 1857)
- Hogna inhambania Roewer, 1955
- Hogna inominata (Simon, 1886)
- Hogna inops (Thorell, 1890)
- Hogna insulana (L. Koch, 1882)
- Hogna insularum (Kulczyński, 1899)
- Hogna interrita Roewer, 1959
- Hogna irascibilis (O. P.-Cambridge, 1885)
- Hogna irumua (Strand, 1913)
- Hogna jacquesbreli Baert & Maelfait, 2008
- Hogna jiafui Peng et al., 1997
- Hogna juanensis (Strand, 1907)
- Hogna junco Baert & Maelfait, 2008
- Hogna kabwea Roewer, 1959
- Hogna kankunda Roewer, 1959
- Hogna karschi (Roewer, 1951)
- Hogna kuyani Framenau, Gotch & Austin, 2006
- Hogna labrea (Chamberlin & Ivie, 1942)
- Hogna lacertosa (L. Koch, 1877)
- Hogna lambarenensis (Simon, 1910)
- Hogna landanae (Simon, 1877)
- Hogna landanella Roewer, 1959
- Hogna lawrencei (Roewer, 1960)
- Hogna lenta (Hentz, 1844)
- Hogna leprieuri (Simon, 1876)
- Hogna leucocephala (L. Koch, 1879)
- Hogna levis (Karsch, 1879)
- Hogna liberiaca Roewer, 1959
- Hogna ligata (O. P.-Cambridge, 1869)
- Hogna likelikeae (Simon, 1900)
- Hogna litigiosa Roewer, 1959
- Hogna longitarsis (F. O. P.-Cambridge, 1902)
- Hogna luederitzi (Simon, 1910)
- Hogna lufirana (Roewer, 1960)
- Hogna lupina (Karsch, 1879)
- Hogna maasi (Gertsch & Wallace, 1937)
- Hogna mabwensis Roewer, 1959
- Hogna maderiana (Walckenaer, 1837)
- Hogna magnosepta (Guy, 1966)
- Hogna maheana Roewer, 1959
- Hogna manicola (Strand, 1906)
- Hogna maroccana (Roewer, 1960)
- Hogna maruana (Roewer, 1960)
- Hogna massaiensis (Roewer, 1960)
- Hogna massauana Roewer, 1959
- Hogna maurusia (Simon, 1909)
- Hogna medellina (Strand, 1914)
- Hogna medica (Pocock, 1889)
- Hogna miami (Wallace, 1942)
- Hogna migdilybs (Simon, 1886)
- Hogna morosina (Banks, 1909)
- Hogna munoiensis Roewer, 1959
- Hogna nairobia (Roewer, 1960)
- Hogna nefasta Tongiorgi, 1977
- Hogna nervosa (Keyserling, 1891)
- Hogna nigerrima (Roewer, 1960)
- Hogna nigrichelis (Roewer, 1955)
- Hogna nigrosecta (Mello-Leitão, 1940)
- Hogna nimia Roewer, 1959
- Hogna nonannulata Wunderlich, 1995
- Hogna nychthemera (Bertkau, 1880)
- Hogna oaxacana (Gertsch & Wallace, 1937)
- Hogna ocellata (L. Koch, 1878)
- Hogna ocyalina (Simon, 1910)
- Hogna optabilis Roewer, 1959
- Hogna ornata (Perty, 1833)
- Hogna osceola (Gertsch & Wallace, 1937)
- Hogna otaviensis (Roewer, 1960)
- Hogna pardalina (Bertkau, 1880)
- Hogna parvagenitalia (Guy, 1966)
- Hogna patens Roewer, 1959
- Hogna patricki (Purcell, 1903)
- Hogna pauciguttata Roewer, 1959
- Hogna persimilis (Banks, 1898)
- Hogna perspicua Roewer, 1959
- Hogna petersi (Karsch, 1878)
- Hogna petiti (Simon, 1876)
- Hogna placata Roewer, 1959
- Hogna planithoracis (Mello-Leitão, 1938)
- Hogna posticata (Banks, 1904)
- Hogna principum (Simon, 1910)
- Hogna propria Roewer, 1959
- Hogna proterva Roewer, 1959
- Hogna pseudoceratiola (Wallace, 1942)
- Hogna pseudoradiata (Guy, 1966)
- Hogna pulchella (Keyserling, 1877)
- Hogna pulla (Bösenberg & Lenz, 1895)
- Hogna pulloides (Strand, 1908)
- Hogna radiata (Latreille, 1817)
  - Hogna radiata clara (Franganillo, 1913)
  - Hogna radiata minor (Simon, 1876)
- Hogna raffrayi (Simon, 1876)
- Hogna reducta (Bryant, 1942)
- Hogna reimoseri Roewer, 1959
- Hogna rizali Barrion & Litsinger, 1995
- Hogna rubetra (Schenkel, 1963)
- Hogna rubromandibulata (O. P.-Cambridge, 1885)
- Hogna rufimanoides (Strand, 1908)
- Hogna ruricolaris (Simon, 1910)
- Hogna sanctithomasi (Petrunkevitch, 1926)
- Hogna sanctivincentii (Simon, 1897)
- Hogna sanisabel (Strand, 1909)
- Hogna sansibarensis (Strand, 1907)
- Hogna schmitzi Wunderlich, 1992
- Hogna schreineri (Purcell, 1903)
- Hogna schultzei (Simon, 1910)
- Hogna senilis (L. Koch, 1877)
- Hogna simoni Roewer, 1959
- Hogna sinaia Roewer, 1959
- Hogna snodgrassi Banks, 1902
- Hogna spenceri (Pocock, 1898)
- Hogna sternalis (Bertkau, 1880)
- Hogna stictopyga (Thorell, 1895)
- Hogna straeleni Roewer, 1959
- Hogna subaustralis (Strand, 1908)
- Hogna subligata (L. Koch, 1877)
- Hogna subrufa (Karsch, 1878)
- Hogna subtilis (Bryant, 1942)
- Hogna suprenans (Chamberlin, 1924)
- Hogna swakopmundensis (Strand, 1916)
- Hogna tantilla (Bryant, 1948)
- Hogna ternetzi (Mello-Leitão, 1939)
- Hogna teteana Roewer, 1959
- Hogna thetis (Simon, 1910)
- Hogna tigana (Gertsch & Wallace, 1935)
- Hogna timuqua (Wallace, 1942)
- Hogna tivior (Chamberlin & Ivie, 1936)
- Hogna tlaxcalana (Gertsch & Davis, 1940)
- Hogna transvaalica (Simon, 1898)
- Hogna travassosi (Mello-Leitão, 1939)
- Hogna truculenta (O. P.-Cambridge, 1876)
- Hogna trunca Yin, Bao & Zhang, 1996
- Hogna unicolor Roewer, 1959
- Hogna vachoni Caporiacco, 1954
- Hogna variolosa (Mello-Leitão, 1941)
- Hogna ventrilineata Caporiacco, 1954
- Hogna volxemi (Bertkau, 1880)
- Hogna vulpina (C. L. Koch, 1847)
- Hogna wallacei (Chamberlin & Ivie, 1944)
- Hogna watsoni (Gertsch, 1934)
- Hogna willeyi (Pocock, 1899)
- Hogna yauliensis (Strand, 1908)
- Hogna zorodes (Mello-Leitão, 1942)
- Hogna zuluana Roewer, 1959

## Hognoides
Hognoides Roewer, 1960
- Hognoides ukrewea Roewer, 1960
- Hognoides urbanides (Strand, 1907)

## Hyaenosa
Hyaenosa Caporiacco, 1940
- Hyaenosa clarki (Hogg, 1912)
- Hyaenosa effera (O. P.-Cambridge, 1872)
- Hyaenosa invasa Savelyeva, 1972
- Hyaenosa ruandana Roewer, 1960
- Hyaenosa strandi Caporiacco, 1940

## Hygrolycosa
Hygrolycosa Dahl, 1908
- Hygrolycosa alpigena Yu & Song, 1988
- Hygrolycosa ligulacea Qu, Peng & Yin, 2009
- Hygrolycosa rubrofasciata (Ohlert, 1865)
- Hygrolycosa strandi Caporiacco, 1948
- Hygrolycosa umidicola Tanaka, 1978

## Kangarosa
Kangarosa Framenau, 2010
- Kangarosa alboguttulata (L. Koch, 1878)
- Kangarosa focarius Framenau, 2010
- Kangarosa ludwigi Framenau, 2010
- Kangarosa nothofagus Framenau, 2010
- Kangarosa ossea Framenau, 2010
- Kangarosa pandura Framenau, 2010
- Kangarosa properipes (Simon, 1909)
- Kangarosa tasmaniensis Framenau, 2010
- Kangarosa tristicula (L. Koch, 1877)
- Kangarosa yannicki Framenau, 2010

## Katableps
Katableps Jocqué, Russell-Smith & Alderweireldt, 2011
- Katableps masoala Jocqué, Russell-Smith & Alderweireldt, 2011
- Katableps perinet Jocqué, Russell-Smith & Alderweireldt, 2011
- Katableps pudicus Jocqué, Russell-Smith & Alderweireldt, 2011

## Knoelle
Knoelle Framenau, 2006
- Knoelle clara (L. Koch, 1877)

## Lobizon
Lobizon Piacentini & Grismado, 2009
- Lobizon corondaensis (Mello-Leitão, 1941)
- Lobizon humilis (Mello-Leitão, 1944)
- Lobizon minor (Mello-Leitão, 1941)
- Lobizon ojangureni Piacentini & Grismado, 2009
- Lobizon otamendi Piacentini & Grismado, 2009

## Loculla
Loculla Simon, 1910
- Loculla austrocaspia Roewer, 1955
- Loculla massaica Roewer, 1960
- Loculla rauca Simon, 1910
  - Loculla rauca minor Simon, 1910
- Loculla senzea Roewer, 1960

## Lycosa
Lycosa Latreille, 1804
- Lycosa abnormis Guy, 1966
- Lycosa accurata (Becker, 1886)
- Lycosa adusta Banks, 1898
- Lycosa affinis Lucas, 1846
- Lycosa ambigua Barrientos, 2004
- Lycosa anclata Franganillo, 1946
- Lycosa apacha Chamberlin, 1925
- Lycosa approximata (O. P.-Cambridge, 1885)
- Lycosa arambagensis Biswas & Biswas, 1992
- Lycosa ariadnae McKay, 1979
- Lycosa articulata Costa, 1875
- Lycosa artigasi Casanueva, 1980
- Lycosa asiatica Sytshevskaja, 1980
- Lycosa aurea Hogg, 1896
- Lycosa auroguttata (Keyserling, 1891)
- Lycosa australicola (Strand, 1913)
- Lycosa australis Simon, 1884
- Lycosa balaramai Patel & Reddy, 1993
- Lycosa barnesi Gravely, 1924
- Lycosa bedeli Simon, 1876
- Lycosa beihaiensis Yin, Bao & Zhang, 1995
- Lycosa bezzii Mello-Leitão, 1944
- Lycosa bhatnagari Sadana, 1969
- Lycosa biolleyi Banks, 1909
- Lycosa bistriata Gravely, 1924
- Lycosa boninensis Tanaka, 1989
- Lycosa bonneti Guy & Carricaburu, 1967
- Lycosa brunnea F. O. P.-Cambridge, 1902
- Lycosa caenosa Rainbow, 1899
- Lycosa canescens Schenkel, 1963
- Lycosa capensis Simon, 1898
- Lycosa carbonelli Costa & Capocasale, 1984
- Lycosa carmichaeli Gravely, 1924
- Lycosa cerrofloresiana Petrunkevitch, 1925
- Lycosa chaperi Simon, 1885
- Lycosa choudhuryi Tikader & Malhotra, 1980
- Lycosa cingara (C. L. Koch, 1847)
- Lycosa clarissa Roewer, 1951
- Lycosa coelestis L. Koch, 1878
- Lycosa connexa Roewer, 1960
- Lycosa contestata Montgomery, 1903
- Lycosa corallina McKay, 1974
- Lycosa coreana Paik, 1994
- Lycosa cowlei Hogg, 1896
- Lycosa cretacea Simon, 1898
- Lycosa dacica (Pavesi, 1898)
- Lycosa danjiangensis Yin, Zhao & Bao, 1997
- Lycosa dilatata F. O. P.-Cambridge, 1902
- Lycosa dimota Simon, 1909
- Lycosa discolor Walckenaer, 1837
- Lycosa elysae Tongiorgi, 1977
- Lycosa emuncta Banks, 1898
- Lycosa erjianensis Yin & Zhao, 1996
- Lycosa erythrognatha Lucas, 1836
- Lycosa eutypa Chamberlin, 1925
- Lycosa falconensis Schenkel, 1953
- Lycosa fernandezi (F. O. P.-Cambridge, 1899)
- Lycosa ferriculosa Chamberlin, 1919
- Lycosa formosana Saito, 1936
- Lycosa frigens (Kulczyński, 1916)
- Lycosa fuscana Pocock, 1901
- Lycosa futilis Banks, 1898
- Lycosa geotubalis Tikader & Malhotra, 1980
- Lycosa gibsoni McKay, 1979
- Lycosa gigantea (Roewer, 1960)
- Lycosa gilberta Hogg, 1905
- Lycosa gobiensis Schenkel, 1936
- Lycosa godeffroyi L. Koch, 1865
- Lycosa goliathus Pocock, 1901
- Lycosa grahami Fox, 1935
- Lycosa granatensis Franganillo, 1925
- Lycosa guayaquiliana Mello-Leitão, 1939
- Lycosa hickmani (Roewer, 1955)
- Lycosa hildegardae Casanueva, 1980
- Lycosa horrida (Keyserling, 1877)
- Lycosa howarthi Gertsch, 1973
- Lycosa illicita Gertsch, 1934
- Lycosa immanis L. Koch, 1879
- Lycosa impavida Walckenaer, 1837
- Lycosa implacida Nicolet, 1849
- Lycosa indagatrix Walckenaer, 1837
- Lycosa indomita Nicolet, 1849
- Lycosa infesta Walckenaer, 1837
- Lycosa injusta Banks, 1898
- Lycosa innocua Doleschall, 1859
- Lycosa inornata Blackwall, 1862
- Lycosa insulana (Bryant, 1923)
- Lycosa insularis Lucas, 1857
- Lycosa intermedialis Roewer, 1955
- Lycosa interstitialis (Strand, 1906)
- Lycosa inviolata Roewer, 1960
- Lycosa iranii Pocock, 1901
- Lycosa ishikariana (Saito, 1934)
- Lycosa isolata Bryant, 1940
- Lycosa jagadalpurensis Gajbe, 2004
- Lycosa kempi Gravely, 1924
- Lycosa koyuga McKay, 1979
- Lycosa labialis Mao & Song, 1985
- Lycosa labialisoides Peng et al., 1997
- Lycosa laeta L. Koch, 1877
- Lycosa lambai Tikader & Malhotra, 1980
- Lycosa langei Mello-Leitão, 1947
- Lycosa lativulva F. O. P.-Cambridge, 1902
- Lycosa lebakensis Doleschall, 1859
- Lycosa leireana Franganillo, 1918
- Lycosa leuckarti (Thorell, 1870)
- Lycosa leucogastra Mello-Leitão, 1944
- Lycosa leucophaeoides (Roewer, 1951)
- Lycosa leucophthalma Mello-Leitão, 1940
- Lycosa leucotaeniata (Mello-Leitão, 1947)
- Lycosa liliputana Nicolet, 1849
- Lycosa longivulva F. O. P.-Cambridge, 1902
- Lycosa macedonica (Giltay, 1932)
- Lycosa mackenziei Gravely, 1924
- Lycosa maculata Butt, Anwar & Tahir, 2006
- Lycosa madagascariensis Vinson, 1863
- Lycosa madani Pocock, 1901
- Lycosa magallanica Karsch, 1880
- Lycosa magnifica Hu, 2001
- Lycosa mahabaleshwarensis Tikader & Malhotra, 1980
- Lycosa malacensis Franganillo, 1926
- Lycosa masteri Pocock, 1901
- Lycosa matusitai Nakatsudi, 1943
- Lycosa maya Chamberlin, 1925
- Lycosa mexicana Banks, 1898
- Lycosa minae (Dönitz & Strand, 1906)
- Lycosa molyneuxi Hogg, 1905
- Lycosa mordax Walckenaer, 1837
- Lycosa moulmeinensis Gravely, 1924
- Lycosa mukana Roewer, 1960
- Lycosa muntea (Roewer, 1960)
- Lycosa musgravei McKay, 1974
- Lycosa narbonensis Walckenaer, 1806
  - Lycosa narbonensis cisalpina Simon, 1937
- Lycosa niceforoi Mello-Leitão, 1941
- Lycosa nigricans Butt, Anwar & Tahir, 2006
- Lycosa nigromarmorata Mello-Leitão, 1941
- Lycosa nigropunctata Rainbow, 1915
- Lycosa nigrotaeniata Mello-Leitão, 1941
- Lycosa nigrotibialis Simon, 1884
- Lycosa nilotica Audouin, 1826
- Lycosa nordenskjoldi Tullgren, 1905
- Lycosa ovalata Franganillo, 1930
- Lycosa pachana Pocock, 1898
- Lycosa palliata Roewer, 1960
- Lycosa pampeana Holmberg, 1876
- Lycosa paranensis Holmberg, 1876
- Lycosa parvipudens Karsch, 1881
- Lycosa patagonica Simon, 1886
- Lycosa pavlovi Schenkel, 1953
- Lycosa perkinsi Simon, 1904
- Lycosa perspicua Roewer, 1960
- Lycosa philadelphiana Walckenaer, 1837
- Lycosa phipsoni Pocock, 1899
  - Lycosa phipsoni leucophora (Thorell, 1887)
- Lycosa pia (Bösenberg & Strand, 1906)
- Lycosa pictipes (Keyserling, 1891)
- Lycosa pictula Pocock, 1901
- Lycosa pintoi Mello-Leitão, 1931
- Lycosa piochardi Simon, 1876
  - Lycosa piochardi infraclara (Strand, 1915)
- Lycosa poliostoma (C. L. Koch, 1847)
- Lycosa poonaensis Tikader & Malhotra, 1980
- Lycosa porteri Simon, 1904
- Lycosa praegrandis C. L. Koch, 1836
  - Lycosa praegrandis discoloriventer Caporiacco, 1949
- Lycosa praestans Roewer, 1960
- Lycosa proletarioides Mello-Leitão, 1941
- Lycosa prolifica Pocock, 1901
- Lycosa pulchella (Thorell, 1881)
- Lycosa punctiventralis (Roewer, 1951)
- Lycosa quadrimaculata Lucas, 1858
- Lycosa rimicola Purcell, 1903
- Lycosa ringens Tongiorgi, 1977
- Lycosa rostrata Franganillo, 1930
- Lycosa rufisterna Schenkel, 1953
- Lycosa russea Schenkel, 1953
- Lycosa sabulosa (O. P.-Cambridge, 1885)
- Lycosa salifodina McKay, 1976
- Lycosa salvadorensis Kraus, 1955
- Lycosa separata (Roewer, 1960)
- Lycosa septembris (Strand, 1906)
- Lycosa sericovittata Mello-Leitão, 1939
- Lycosa serranoa Tullgren, 1901
- Lycosa shahapuraensis Gajbe, 2004
- Lycosa shaktae Bhandari & Gajbe, 2001
- Lycosa shansia (Hogg, 1912)
- Lycosa shillongensis Tikader & Malhotra, 1980
- Lycosa signata Lenz, 1886
- Lycosa signiventris Banks, 1909
- Lycosa sigridae (Strand, 1917)
- Lycosa similis Banks, 1892
- Lycosa singoriensis (Laxmann, 1770)
- Lycosa sochoi Mello-Leitão, 1947
- Lycosa spiniformis Franganillo, 1926
- Lycosa storeniformis Simon, 1910
- Lycosa subfusca F. O. P.-Cambridge, 1902
- Lycosa subhirsuta L. Koch, 1882
- Lycosa suzukii Yaginuma, 1960
- Lycosa sylvatica (Roewer, 1951)
- Lycosa tarantula (Linnaeus, 1758)
  - Lycosa tarantula carsica Caporiacco, 1949
- Lycosa tarantuloides Perty, 1833
- Lycosa tasmanicola Roewer, 1960
- Lycosa teranganicola (Strand, 1911)
- Lycosa terrestris Butt, Anwar & Tahir, 2006
- Lycosa tetrophthalma Mello-Leitão, 1939
- Lycosa thoracica Patel & Reddy, 1993
- Lycosa thorelli (Keyserling, 1877)
- Lycosa tista Tikader, 1970
- Lycosa transversa F. O. P.-Cambridge, 1902
- Lycosa trichopus (Roewer, 1960)
- Lycosa tula (Strand, 1913)
- Lycosa u-album Mello-Leitão, 1938
- Lycosa vachoni Guy, 1966
- Lycosa vellutina Mello-Leitão, 1941
- Lycosa ventralis F. O. P.-Cambridge, 1902
- Lycosa virgulata Franganillo, 1920
- Lycosa vittata Yin, Bao & Zhang, 1995
- Lycosa wadaiensis Roewer, 1960
- Lycosa wangi Yin, Peng & Wang, 1996
- Lycosa woonda McKay, 1979
- Lycosa wroughtoni Pocock, 1899
- Lycosa wulsini Fox, 1935
- Lycosa yalkara McKay, 1979
- Lycosa yerburyi Pocock, 1901
- Lycosa yizhangensis Yin, Peng & Wang, 1996
- Lycosa yunnanensis Yin, Peng & Wang, 1996

## Lycosella
Lycosella Thorell, 1890
- Lycosella annulata Simon, 1900
- Lycosella minuta Thorell, 1890
- Lycosella spinipes Simon, 1900
- Lycosella tenera Thorell, 1890
  - Lycosella tenera bisulcata Thorell, 1890

## Lysania
Lysania Thorell, 1890
- Lysania pygmaea Thorell, 1890
- Lysania sabahensis Lehtinen & Hippa, 1979

## Mainosa
Mainosa Framenau, 2006
- Mainosa longipes (L. Koch, 1878)

## Malimbosa
Malimbosa Roewer, 1960
- Malimbosa lamperti (Strand, 1906)

## Margonia
Margonia Hippa & Lehtinen, 1983
- Margonia himalayensis (Gravely, 1924)

## Megarctosa
Megarctosa Caporiacco, 1948
- Megarctosa aequioculata (Strand, 1906)
- Megarctosa argentata (Denis, 1947)
- Megarctosa bamiana Roewer, 1960
- Megarctosa caporiaccoi Roewer, 1960
- Megarctosa gobiensis (Schenkel, 1936)
- Megarctosa melanostoma (Mello-Leitão, 1941)
- Megarctosa naccai Caporiacco, 1948

## Melecosa
Melecosa Marusik, Omelko & Koponen, 2015
- Melecosa alpina (Marusik, Azarkina & Koponen, 2004)

## Melloicosa
Melloicosa Roewer, 1960
- Melloicosa vittata (Mello-Leitão, 1945)

## Melocosa
Melocosa Gertsch, 1937
- Melocosa fumosa (Emerton, 1894)
- Melocosa gertschi Mello-Leitão, 1947

## Minicosa
Minicosa Alderweireldt & Jocqué, 2007
- Minicosa neptuna Alderweireldt & Jocqué, 2007

## Molitorosa
Molitorosa Roewer, 1960
- Molitorosa molitor (Bertkau, 1880)

## Mongolicosa
Mongolicosa Marusik, Azarkina & Koponen, 2004
- Mongolicosa buryatica Marusik, Azarkina & Koponen, 2004
- Mongolicosa glupovi Marusik, Azarkina & Koponen, 2004
- Mongolicosa gobiensis Marusik, Azarkina & Koponen, 2004
- Mongolicosa mongolensis Marusik, Azarkina & Koponen, 2004
- Mongolicosa pseudoferruginea (Schenkel, 1936)
- Mongolicosa songi Marusik, Azarkina & Koponen, 2004

## Mustelicosa
Mustelicosa Roewer, 1960
- Mustelicosa dimidiata (Thorell, 1875)
- Mustelicosa ordosa (Hogg, 1912)

## Navira
Navira Piacentini & Grismado, 2009
- Navira naguan Piacentini & Grismado, 2009

## Notocosa
Notocosa Vink, 2002
- Notocosa bellicosa (Goyen, 1888)

## Oculicosa
Oculicosa Zyuzin, 1993
- Oculicosa supermirabilis Zyuzin, 1993

## Ocyale
Ocyale Audouin, 1826
- Ocyale dewinterae Alderweireldt, 1996
- Ocyale discrepans Roewer, 1960
- Ocyale fera Strand, 1908
- Ocyale grandis Alderweireldt, 1996
- Ocyale guttata (Karsch, 1878)
- Ocyale huachoi (Mello-Leitão, 1942)
- Ocyale kalpiensis Gajbe, 2004
- Ocyale kumari Dyal, 1935
- Ocyale lanca (Karsch, 1879)
- Ocyale pelliona (Audouin, 1826)
- Ocyale pilosa (Roewer, 1960)
- Ocyale qiongzhongensis Yin & Peng, 1997

## Orinocosa
Orinocosa Chamberlin, 1916
- Orinocosa aymara Chamberlin, 1916
- Orinocosa celerierae Cornic, 1976
- Orinocosa guentheri (Pocock, 1899)
- Orinocosa hansi (Strand, 1916)
- Orinocosa paraguensis (Gertsch & Wallace, 1937)
- Orinocosa priesneri Roewer, 1959
- Orinocosa pulchra Caporiacco, 1947
- Orinocosa securifer (Tullgren, 1905)
- Orinocosa stirlingae (Hogg, 1905)
- Orinocosa tropica Roewer, 1959

## Orthocosa
Orthocosa Roewer, 1960
- Orthocosa ambigua (Denis, 1947)
- Orthocosa orophila (Thorell, 1887)
- Orthocosa semicincta (L. Koch, 1877)
- Orthocosa sternomaculata (Mello-Leitão, 1943)
- Orthocosa tokunagai (Saito, 1936)

## Paratrochosina
Paratrochosina Roewer, 1960
- Paratrochosina amica (Mello-Leitão, 1941)
- Paratrochosina insolita (L. Koch, 1879)
- Paratrochosina murina (Mello-Leitão, 1941)
- Paratrochosina sagittigera (Roewer, 1951)

## Pardosa
Pardosa C. L. Koch, 1847
- Pardosa abagensis Ovtsharenko, 1979
- Pardosa aciculifera Chen, Song & Li, 2001
- Pardosa acorensis Simon, 1883
- Pardosa adustella (Roewer, 1951)
- Pardosa aenigmatica Tongiorgi, 1966
- Pardosa afflicta (Holmberg, 1876)
- Pardosa agrestis (Westring, 1861)
  - Pardosa agrestis purbeckensis F. O. P.-Cambridge, 1895
- Pardosa agricola (Thorell, 1856)
  - Pardosa agricola borussica (Dahl, 1908)
  - Pardosa agricola fucicola (Dahl, 1908)
- Pardosa alacris (C. L. Koch, 1833)
- Pardosa alasaniensis Mcheidze, 1997
- Pardosa albatula (Roewer, 1951)
- Pardosa alboannulata Yin et al., 1997
- Pardosa albomaculata Emerton, 1885
- Pardosa algens (Kulczyński, 1908)
- Pardosa algina (Chamberlin, 1916)
- Pardosa algoides Schenkel, 1963
- Pardosa alii Tikader, 1977
- Pardosa altamontis Chamberlin & Ivie, 1946
- Pardosa alticola Alderweireldt & Jocqué, 1992
- Pardosa altitudis Tikader & Malhotra, 1980
- Pardosa amacuzacensis Jiménez, 1983
- Pardosa amamiensis (Nakatsudi, 1943)
- Pardosa amazonia (Thorell, 1895)
- Pardosa amentata (Clerck, 1757)
- Pardosa amkhasensis Tikader & Malhotra, 1976
- Pardosa anchoroides Yu & Song, 1988
- Pardosa ancorifera Schenkel, 1936
- Pardosa anfibia Zapfe-Mann, 1979
- Pardosa angolensis (Roewer, 1959)
- Pardosa angusta Denis, 1956
- Pardosa angustifrons Caporiacco, 1941
- Pardosa anomala Gertsch, 1933
- Pardosa apostoli Barrion & Litsinger, 1995
- Pardosa aquatilis Schmidt & Krause, 1995
- Pardosa aquila Buchar & Thaler, 1998
- Pardosa arctica (Kulczyński, 1916)
- Pardosa astrigera L. Koch, 1878
- Pardosa atlantica Emerton, 1913
- Pardosa atomaria (C. L. Koch, 1847)
- Pardosa atrata (Thorell, 1873)
- Pardosa atromedia Banks, 1904
- Pardosa atronigra Song, 1995
- Pardosa atropos (L. Koch, 1878)
- Pardosa aurantipes (Strand, 1906)
- Pardosa azerifalcata Marusik, Guseinov & Koponen, 2003
- Pardosa baehrorum Kronestedt, 1999
- Pardosa balaghatensis Gajbe, 2004
- Pardosa baoshanensis Wang & Qiu, 1991
- Pardosa baraan Logunov & Marusik, 1995
- Pardosa bargaonensis Gajbe, 2004
- Pardosa basiri (Dyal, 1935)
- Pardosa bastarensis Gajbe, 2004
- Pardosa baxianensis Wang & Song, 1993
- Pardosa beijiangensis Hu & Wu, 1989
- Pardosa bellona Banks, 1898
- Pardosa benadira Caporiacco, 1940
- Pardosa bendamira Roewer, 1960
- Pardosa beringiana Dondale & Redner, 1987
- Pardosa bernensis (Lebert, 1877)
- Pardosa bidentata Franganillo, 1936
- Pardosa bifasciata (C. L. Koch, 1834)
- Pardosa birabeni Mello-Leitão, 1938
- Pardosa birmanica Simon, 1884
- Pardosa blanda (C. L. Koch, 1833)
- Pardosa bleyi (Dahl, 1908)
- Pardosa brevimetatarsis (Strand, 1907)
- Pardosa brevivulva Tanaka, 1975
- Pardosa brunellii Caporiacco, 1940
- Pardosa buchari Ovtsharenko, 1979
- Pardosa bucklei Kronestedt, 1975
- Pardosa bukukun Logunov & Marusik, 1995
- Pardosa burasantiensis Tikader & Malhotra, 1976
- Pardosa buriatica Sternbergs, 1979
- Pardosa californica Keyserling, 1887
- Pardosa caliraya Barrion & Litsinger, 1995
- Pardosa canalis F. O. P.-Cambridge, 1902
- Pardosa caucasica Ovtsharenko, 1979
- Pardosa cavannae Simon, 1881
- Pardosa cayennensis (Taczanowski, 1874)
- Pardosa cervina Schenkel, 1936
- Pardosa cervinopilosa Schenkel, 1936
- Pardosa chahraka Roewer, 1960
- Pardosa chambaensis Tikader & Malhotra, 1976
- Pardosa chapini (Fox, 1935)
- Pardosa chenbuensis Yin et al., 1997
- Pardosa chiapasiana Gertsch & Wallace, 1937
- Pardosa chindanda Roewer, 1960
- Pardosa chionophila L. Koch, 1879
- Pardosa cincta (Kulczyński, 1887)
- Pardosa cinerascens (Roewer, 1951)
- Pardosa clavipalpis Purcell, 1903
- Pardosa cluens Roewer, 1959
- Pardosa colchica Mcheidze, 1946
- Pardosa coloradensis Banks, 1894
- Pardosa completa (Roewer, 1959)
- Pardosa concinna (Thorell, 1877)
- Pardosa concolorata (Roewer, 1951)
- Pardosa condolens (O. P.-Cambridge, 1885)
- Pardosa confalonierii Caporiacco, 1928
- Pardosa confusa Kronestedt, 1988
- Pardosa consimilis Nosek, 1905
- Pardosa costrica Chamberlin & Ivie, 1942
- Pardosa crassipalpis Purcell, 1903
- Pardosa crassistyla Kronestedt, 1988
- Pardosa credula (O. P.-Cambridge, 1885)
- Pardosa cribrata Simon, 1876
  - Pardosa cribrata catalonica Simon, 1937
- Pardosa cubana Bryant, 1940
- Pardosa dabiensis Chai & Yang, 1998
- Pardosa dagestana Buchar & Thaler, 1998
- Pardosa daisetsuensis Tanaka, 2005
- Pardosa dalkhaba Roewer, 1960
- Pardosa danica (Sørensen, 1904)
- Pardosa darolii (Strand, 1906)
- Pardosa datongensis Yin, Peng & Kim, 1997
- Pardosa debolinae Majumder, 2004
- Pardosa delicatula Gertsch & Wallace, 1935
- Pardosa dentitegulum Yin et al., 1997
- Pardosa desolatula Gertsch & Davis, 1940
- Pardosa dilecta Banks, 1898
- Pardosa distincta (Blackwall, 1846)
- Pardosa diuturna Fox, 1937
- Pardosa donabila Roewer, 1955
- Pardosa dondalei Jiménez, 1986
- Pardosa dorsalis Banks, 1894
- Pardosa dorsuncata Lowrie & Dondale, 1981
- Pardosa dranensis Hogg, 1922
- Pardosa drenskii Buchar, 1968
- Pardosa dromaea (Thorell, 1878)
- Pardosa duplicata Saha, Biswas & Raychaudhuri, 1994
- Pardosa dzheminey Marusik, 1995
- Pardosa ecatli Jiménez, 1985
- Pardosa eiseni (Thorell, 1875)
- Pardosa ejusmodi (O. P.-Cambridge, 1872)
- Pardosa elegans (Thorell, 1875)
- Pardosa elegantula (Roewer, 1959)
- Pardosa enucleata Roewer, 1959
- Pardosa erupticia (Strand, 1913)
- Pardosa eskovi Kronestedt & Marusik, 2011
- Pardosa evanescens Alderweireldt & Jocqué, 2008
- Pardosa evelinae Wunderlich, 1984
- Pardosa falcata Schenkel, 1963
- Pardosa falcifera F. O. P.-Cambridge, 1902
- Pardosa falcula F. O. P.-Cambridge, 1902
- Pardosa fallax Barnes, 1959
- Pardosa fastosa (Keyserling, 1877)
  - Pardosa fastosa viota (Strand, 1914)
- Pardosa femoralis Simon, 1876
- Pardosa ferruginea (L. Koch, 1870)
- Pardosa flammula Mello-Leitão, 1945
- Pardosa flata Qu, Peng & Yin, 2010
- Pardosa flavida (O. P.-Cambridge, 1885)
- Pardosa flavipalpis F. O. P.-Cambridge, 1902
- Pardosa flavipes Hu, 2001
- Pardosa flavisterna Caporiacco, 1935
- Pardosa fletcheri (Gravely, 1924)
- Pardosa floridana (Banks, 1896)
- Pardosa fortunata (O. P.-Cambridge, 1885)
- Pardosa fulvipes (Collett, 1876)
- Pardosa furcifera (Thorell, 1875)
- Pardosa fuscosoma Wunderlich, 1992
- Pardosa fuscula (Thorell, 1875)
- Pardosa gastropicta Roewer, 1959
- Pardosa gefsana Roewer, 1959
- Pardosa gerhardti (Strand, 1922)
- Pardosa ghigii Caporiacco, 1932
- Pardosa ghourbanda Roewer, 1960
- Pardosa giebeli (Pavesi, 1873)
- Pardosa glabra Mello-Leitão, 1938
- Pardosa glacialis (Thorell, 1872)
- Pardosa golbagha Roewer, 1960
- Pardosa gopalai Patel & Reddy, 1993
- Pardosa gothicana Lowrie & Dondale, 1981
- Pardosa gracilenta (Lucas, 1846)
- Pardosa graminea Tanaka, 1985
- Pardosa groenlandica (Thorell, 1872)
- Pardosa guadalajarana Dondale & Redner, 1984
- Pardosa guerechka Roewer, 1960
- Pardosa gusarensis Marusik, Guseinov & Koponen, 2003
- Pardosa haibeiensis Yin et al., 1995
- Pardosa hamifera F. O. P.-Cambridge, 1902
- Pardosa hartmanni (Roewer, 1959)
- Pardosa hatanensis Urita, Tang & Song, 1993
- Pardosa haupti Song, 1995
- Pardosa hedini Schenkel, 1936
- Pardosa herbosa Jo & Paik, 1984
- Pardosa hetchi Chamberlin & Ivie, 1942
- Pardosa heterophthalma (Simon, 1898)
- Pardosa hohxilensis Song, 1995
- Pardosa hokkaido Tanaka & Suwa, 1986
- Pardosa hortensis (Thorell, 1872)
- Pardosa hydaspis Caporiacco, 1935
- Pardosa hyperborea (Thorell, 1872)
- Pardosa hypocrita (Simon, 1882)
- Pardosa ibex Buchar & Thaler, 1998
- Pardosa ilgunensis Nosek, 1905
- Pardosa incerta Nosek, 1905
- Pardosa indecora L. Koch, 1879
- Pardosa iniqua (O. P.-Cambridge, 1876)
- Pardosa injucunda (O. P.-Cambridge, 1876)
- Pardosa inopina (O. P.-Cambridge, 1876)
- Pardosa inquieta (O. P.-Cambridge, 1876)
- Pardosa intermedia (Bösenberg, 1903)
- Pardosa invenusta (C. L. Koch, 1837)
- Pardosa irretita Simon, 1886
- Pardosa irriensis Barrion & Litsinger, 1995
- Pardosa isago Tanaka, 1977
- Pardosa italica Tongiorgi, 1966
  - Pardosa italica valenta Zyuzin, 1976
- Pardosa izabella Chamberlin & Ivie, 1942
- Pardosa jabalpurensis Gajbe & Gajbe, 1999
- Pardosa jaikensis Ponomarev, 2007
- Pardosa jambaruensis Tanaka, 1990
- Pardosa jartica Urita, Tang & Song, 1993
- Pardosa jaundea (Roewer, 1960)
- Pardosa jeniseica Eskov & Marusik, 1995
- Pardosa jergeniensis Ponomarev, 1979
- Pardosa jinpingensis Yin et al., 1997
- Pardosa josemitensis (Strand, 1908)
- Pardosa kalpiensis Gajbe, 2004
- Pardosa karagonis (Strand, 1913)
  - Pardosa karagonis nivicola Lessert, 1926
- Pardosa katangana Roewer, 1959
- Pardosa kavango Alderweireldt & Jocqué, 1992
- Pardosa knappi Dondale, 2007
- Pardosa kondeana Roewer, 1959
- Pardosa kratochvili (Kolosváry, 1934)
- Pardosa krausi (Roewer, 1959)
- Pardosa kronestedti Song, Zhang & Zhu, 2002
- Pardosa kupupa (Tikader, 1970)
- Pardosa labradorensis (Thorell, 1875)
- Pardosa laciniata Song & Haupt, 1995
- Pardosa laevitarsis Tanaka & Suwa, 1986
- Pardosa lagenaria Qu, Peng & Yin, 2010
- Pardosa laidlawi Simon, 1901
- Pardosa lapidicina Emerton, 1885
- Pardosa lapponica (Thorell, 1872)
- Pardosa lasciva L. Koch, 1879
- Pardosa latibasa Qu, Peng & Yin, 2010
- Pardosa laura Karsch, 1879
- Pardosa lawrencei Roewer, 1959
- Pardosa leipoldti Purcell, 1903
- Pardosa leprevosti Mello-Leitão, 1947
- Pardosa lignosus Ghafoor & Alvi, 2007
- Pardosa limata Roewer, 1959
- Pardosa lineata F. O. P.-Cambridge, 1902
- Pardosa linguata F. O. P.-Cambridge, 1902
- Pardosa litangensis Xu, Zhu & Kim, 2010
- Pardosa littoralis Banks, 1896
- Pardosa logunovi Kronestedt & Marusik, 2011
- Pardosa lombokibia (Strand, 1915)
- Pardosa longionycha Yin et al., 1995
- Pardosa longisepta Chen & Song, 2002
- Pardosa longivulva F. O. P.-Cambridge, 1902
- Pardosa lowriei Kronestedt, 1975
- Pardosa luctinosa Simon, 1876
  - Pardosa luctinosa etsinensis Schenkel, 1963
  - Pardosa luctinosa marina (Kolosváry, 1940)
- Pardosa ludia (Thorell, 1895)
- Pardosa lugubris (Walckenaer, 1802)
- Pardosa lurida Roewer, 1959
- Pardosa lusingana Roewer, 1959
- Pardosa lycosina Purcell, 1903
- Pardosa lycosinella Lawrence, 1927
- Pardosa lyrata (Odenwall, 1901)
- Pardosa lyrifera Schenkel, 1936
- Pardosa mabinii Barrion & Litsinger, 1995
- Pardosa mabweana Roewer, 1959
- Pardosa mackenziana (Keyserling, 1877)
- Pardosa maculata Franganillo, 1931
- Pardosa maculatipes (Keyserling, 1887)
- Pardosa maimaneha Roewer, 1960
- Pardosa maisa Hippa & Mannila, 1982
- Pardosa manicata Thorell, 1899
- Pardosa manubriata Simon, 1898
- Pardosa marchei Simon, 1890
- Pardosa marialuisae Dondale & Redner, 1984
- Pardosa martensi Buchar, 1978
- Pardosa martinii (Pavesi, 1883)
- Pardosa masareyi Mello-Leitão, 1939
- Pardosa masurae Esyunin & Efimik, 1998
- Pardosa mayana Dondale & Redner, 1984
- Pardosa medialis Banks, 1898
- Pardosa mendicans (Simon, 1882)
- Pardosa mercurialis Montgomery, 1904
- Pardosa messingerae (Strand, 1916)
- Pardosa metlakatla Emerton, 1917
- Pardosa milvina (Hentz, 1844)
- Pardosa minuta Tikader & Malhotra, 1976
- Pardosa mionebulosa Yin et al., 1997
- Pardosa miquanensis Yin et al., 1995
- Pardosa mira Caporiacco, 1941
- Pardosa mixta (Kulczyński, 1887)
- Pardosa modica (Blackwall, 1846)
- Pardosa moesta Banks, 1892
- Pardosa mongolica Kulczyński, 1901
- Pardosa montgomeryi Gertsch, 1934
- Pardosa monticola (Clerck, 1757)
  - Pardosa monticola ambigua Simon, 1937
  - Pardosa monticola minima Simon, 1876
  - Pardosa monticola pseudosaltuaria Simon, 1937
- Pardosa mordagica Tang, Urita & Song, 1995
- Pardosa morosa (L. Koch, 1870)
- Pardosa mtugensis (Strand, 1908)
- Pardosa mubalea Roewer, 1959
- Pardosa mukundi Tikader & Malhotra, 1980
- Pardosa mulaiki Gertsch, 1934
- Pardosa multidontata Qu, Peng & Yin, 2010
- Pardosa multivaga Simon, 1880
- Pardosa muzafari Ghafoor & Alvi, 2007
- Pardosa muzkolica Kononenko, 1978
- Pardosa mysorensis (Tikader & Mukerji, 1971)
- Pardosa naevia (L. Koch, 1875)
- Pardosa naevioides (Strand, 1916)
- Pardosa nanica Mello-Leitão, 1941
- Pardosa nanyuensis Yin et al., 1995
- Pardosa narymica Savelyeva, 1972
- Pardosa nebulosa (Thorell, 1872)
  - Pardosa nebulosa orientalis (Kroneberg, 1875)
- Pardosa nenilini Marusik, 1995
- Pardosa nesiotis (Thorell, 1878)
- Pardosa nigra (C. L. Koch, 1834)
- Pardosa nigriceps (Thorell, 1856)
- Pardosa ninigoriensis Mcheidze, 1997
- Pardosa nojimai Tanaka, 1998
- Pardosa nordicolens Chamberlin & Ivie, 1947
- Pardosa nostrorum Alderweireldt & Jocqué, 1992
- Pardosa novitatis (Strand, 1906)
- Pardosa obscuripes Simon, 1909
- Pardosa observans (O. P.-Cambridge, 1876)
- Pardosa occidentalis Simon, 1881
- Pardosa odenwalli Sternbergs, 1979
- Pardosa oksalai Marusik, Hippa & Koponen, 1996
- Pardosa oljunae Lobanova, 1978
- Pardosa olympica Tongiorgi, 1966
- Pardosa oncka Lawrence, 1927
- Pardosa ontariensis Gertsch, 1933
- Pardosa orcchaensis Gajbe, 2004
- Pardosa orealis Buchar, 1984
- Pardosa oreophila Simon, 1937
- Pardosa oriens (Chamberlin, 1924)
- Pardosa orophila Gertsch, 1933
- Pardosa orthodox Chamberlin, 1924
- Pardosa ourayensis Gertsch, 1933
- Pardosa ovambica Roewer, 1959
- Pardosa pacata Fox, 1937
- Pardosa pahalanga Barrion & Litsinger, 1995
- Pardosa paleata Alderweireldt & Jocqué, 1992
- Pardosa palliclava (Strand, 1907)
- Pardosa paludicola (Clerck, 1757)
- Pardosa palustris (Linnaeus, 1758)
  - Pardosa palustris islandica (Strand, 1906)
- Pardosa papilionaca Chen & Song, 2003
- Pardosa paracolchica Zyuzin & Logunov, 2000
- Pardosa paralapponica Schenkel, 1963
- Pardosa paramushirensis (Nakatsudi, 1937)
- Pardosa paratesquorum Schenkel, 1963
- Pardosa partita Simon, 1885
- Pardosa parvula Banks, 1904
- Pardosa passibilis (O. P.-Cambridge, 1885)
- Pardosa patapatensis Barrion & Litsinger, 1995
- Pardosa pauxilla Montgomery, 1904
- Pardosa pedia Dondale, 2007
- Pardosa pertinax von Helversen, 2000
- Pardosa petrunkevitchi Gertsch, 1934
- Pardosa pexa Hickman, 1944
- Pardosa pinangensis (Thorell, 1890)
- Pardosa pirkuliensis Zyuzin & Logunov, 2000
- Pardosa plagula F. O. P.-Cambridge, 1902
- Pardosa plumipedata (Roewer, 1951)
- Pardosa plumipes (Thorell, 1875)
- Pardosa podhorskii (Kulczyński, 1907)
- Pardosa poecila (Herman, 1879)
- Pardosa pontica (Thorell, 1875)
- Pardosa portoricensis Banks, 1901
- Pardosa potamophila Lawrence, 1927
- Pardosa praepes Simon, 1886
- Pardosa prativaga (L. Koch, 1870)
  - Pardosa prativaga scoparia Simon, 1937
- Pardosa procurva Yu & Song, 1988
- Pardosa profuga (Herman, 1879)
- Pardosa prolifica F. O. P.-Cambridge, 1902
- Pardosa prosaica Chamberlin & Ivie, 1947
- Pardosa proxima (C. L. Koch, 1847)
  - Pardosa proxima annulatoides (Strand, 1915)
  - Pardosa proxima antoni (Strand, 1915)
  - Pardosa proxima poetica Simon, 1876
- Pardosa psammodes (Thorell, 1887)
- Pardosa pseudoannulata (Bösenberg & Strand, 1906)
- Pardosa pseudochapini Peng, 2011
- Pardosa pseudokaragonis (Strand, 1913)
- Pardosa pseudolapponica Marusik, 1995
- Pardosa pseudomixta Marusik & Fritzén, 2009
- Pardosa pseudostrigillata Tongiorgi, 1966
- Pardosa pseudotorrentum Miller & Buchar, 1972
- Pardosa pullata (Clerck, 1757)
  - Pardosa pullata jugorum Simon, 1937
- Pardosa pumilio Roewer, 1959
- Pardosa pusiola (Thorell, 1891)
- Pardosa pyrenaica Kronestedt, 2007
- Pardosa qingzangensis Hu, 2001
- Pardosa qinhaiensis Yin et al., 1995
- Pardosa qionghuai Yin et al., 1995
- Pardosa rabulana (Thorell, 1890)
- Pardosa rainieriana Lowrie & Dondale, 1981
- Pardosa ramulosa (McCook, 1894)
- Pardosa ranjani Gajbe, 2004
- Pardosa rara (Keyserling, 1891)
- Pardosa rascheri (Dahl, 1908)
- Pardosa rhenockensis (Tikader, 1970)
- Pardosa rhombisepta Roewer, 1960
- Pardosa riparia (C. L. Koch, 1833)
- Pardosa riveti Berland, 1913
- Pardosa roeweri Schenkel, 1963
- Pardosa roscai (Roewer, 1951)
- Pardosa royi Biswas & Raychaudhuri, 2003
- Pardosa ruanda (Strand, 1913)
- Pardosa rudis Yin et al., 1995
- Pardosa rugegensis (Strand, 1913)
- Pardosa sagei Gertsch & Wallace, 1937
- Pardosa saltans Töpfer-Hofmann, 2000
- Pardosa saltonia Dondale & Redner, 1984
- Pardosa saltuaria (L. Koch, 1870)
- Pardosa saltuarides (Strand, 1908)
- Pardosa sangzhiensis Yin et al., 1995
- Pardosa sanmenensis Yu & Song, 1988
- Pardosa santamaria Barrion & Litsinger, 1995
- Pardosa saturatior Simon, 1937
- Pardosa saxatilis (Hentz, 1844)
- Pardosa schenkeli Lessert, 1904
- Pardosa schreineri Purcell, 1903
- Pardosa schubotzi (Strand, 1913)
- Pardosa selengensis (Odenwall, 1901)
- Pardosa semicana Simon, 1885
- Pardosa septentrionalis (Westring, 1861)
- Pardosa serena (L. Koch, 1875)
- Pardosa shuangjiangensis Yin et al., 1997
- Pardosa shugangensis Yin, Bao & Peng, 1997
- Pardosa shyamae (Tikader, 1970)
- Pardosa sibiniformis Tang, Urita & Song, 1995
- Pardosa sichuanensis Yu & Song, 1991
- Pardosa sierra Banks, 1898
- Pardosa silvarum Hu, 2001
- Pardosa sinensis Yin et al., 1995
- Pardosa sinistra (Thorell, 1877)
- Pardosa soccata Yu & Song, 1988
- Pardosa socorroensis Jiménez, 1991
- Pardosa sodalis Holm, 1970
- Pardosa songosa Tikader & Malhotra, 1976
- Pardosa sordidata (Thorell, 1875)
- Pardosa sordidecolorata (Strand, 1906)
- Pardosa sowerbyi Hogg, 1912
- Pardosa sphagnicola (Dahl, 1908)
- Pardosa stellata (O. P.-Cambridge, 1885)
- Pardosa sternalis (Thorell, 1877)
- Pardosa steva Lowrie & Gertsch, 1955
- Pardosa straeleni Roewer, 1959
- Pardosa strandembriki Caporiacco, 1949
- Pardosa strena Yu & Song, 1988
- Pardosa strigata Yu & Song, 1988
- Pardosa strix (Holmberg, 1876)
- Pardosa subalpina Schenkel, 1918
- Pardosa subanchoroides Wang & Song, 1993
- Pardosa subproximella (Strand, 1906)
- Pardosa subsordidatula (Strand, 1915)
- Pardosa suchismitae Majumder, 2004
- Pardosa sumatrana (Thorell, 1890)
- Pardosa sura Chamberlin & Ivie, 1941
- Pardosa sutherlandi (Gravely, 1924)
- Pardosa suwai Tanaka, 1985
- Pardosa taczanowskii (Thorell, 1875)
- Pardosa takahashii (Saito, 1936)
- Pardosa tangana Roewer, 1959
- Pardosa tappaensis Gajbe, 2004
- Pardosa tasevi Buchar, 1968
- Pardosa tatarica (Thorell, 1875)
  - Pardosa tatarica ligurica Simon, 1937
  - Pardosa tatarica saturiator Caporiacco, 1948
- Pardosa tenera Thorell, 1899
- Pardosa tenuipes L. Koch, 1882
- Pardosa tesquorum (Odenwall, 1901)
- Pardosa tesquorumoides Song & Yu, 1990
- Pardosa tetonensis Gertsch, 1933
- Pardosa thalassia (Thorell, 1891)
- Pardosa thompsoni Alderweireldt & Jocqué, 1992
- Pardosa thorelli (Collett, 1876)
- Pardosa tikaderi Arora & Monga, 1994
- Pardosa timidula (Roewer, 1951)
- Pardosa torrentum Simon, 1876
  - Pardosa torrentum integra Denis, 1950
- Pardosa trailli (O. P.-Cambridge, 1873)
- Pardosa tricuspidata Tullgren, 1905
- Pardosa tridentis Caporiacco, 1935
- Pardosa trifoveata (Strand, 1907)
- Pardosa tristicella (Roewer, 1951)
- Pardosa tristiculella (Roewer, 1951)
- Pardosa tristis (Thorell, 1877)
- Pardosa tschekiangiensis Schenkel, 1963
- Pardosa tumida Barnes, 1959
- Pardosa tuoba Chamberlin, 1919
- Pardosa turkestanica (Roewer, 1951)
- Pardosa tyshchenkoi Zyuzin & Marusik, 1989
- Pardosa uiensis Esyunin, 1996
- Pardosa uintana Gertsch, 1933
- Pardosa umtalica Purcell, 1903
- Pardosa uncata (Thorell, 1877)
- Pardosa uncifera Schenkel, 1963
- Pardosa unciferodies Qu, Peng & Yin, 2010
- Pardosa unguifera F. O. P.-Cambridge, 1902
- Pardosa upembensis (Roewer, 1959)
- Pardosa utahensis Chamberlin, 1919
- Pardosa vadosa Barnes, 1959
- Pardosa vagula (Thorell, 1890)
- Pardosa valens Barnes, 1959
- Pardosa valida Banks, 1893
- Pardosa vancouveri Emerton, 1917
- Pardosa vatovae Caporiacco, 1940
- Pardosa verticillifer (Strand, 1906)
- Pardosa vindex (O. P.-Cambridge, 1885)
- Pardosa vindicata (O. P.-Cambridge, 1885)
- Pardosa vinsoni (Roewer, 1951)
- Pardosa virgata Kulczyński, 1901
- Pardosa vittata (Keyserling, 1863)
- Pardosa vlijmi den Hollander & Dijkstra, 1974
- Pardosa vogelae Kronestedt, 1993
- Pardosa v-signata Soares & Camargo, 1948
- Pardosa vulvitecta Schenkel, 1936
- Pardosa wagleri (Hahn, 1822)
  - Pardosa wagleri atra (Giebel, 1869)
- Pardosa warayensis Barrion & Litsinger, 1995
- Pardosa wasatchensis Gertsch, 1933
- Pardosa wuyiensis Yu & Song, 1988
- Pardosa wyuta Gertsch, 1934
- Pardosa xerampelina (Keyserling, 1877)
- Pardosa xerophila Vogel, 1964
- Pardosa xinjiangensis Hu & Wu, 1989
- Pardosa yadongensis Hu & Li, 1987
- Pardosa yaginumai Tanaka, 1977
- Pardosa yamanoi Tanaka & Suwa, 1986
- Pardosa yavapa Chamberlin, 1925
- Pardosa zhangi Song & Haupt, 1995
- Pardosa zhui Yu & Song, 1988
- Pardosa zionis Chamberlin & Ivie, 1942
- Pardosa zorimorpha (Strand, 1907)
- Pardosa zuojiani Song & Haupt, 1995
- Pardosa zyuzini Kronestedt & Marusik, 2011

## Pardosella
Pardosella Caporiacco, 1939
- Pardosella delesserti Caporiacco, 1939
- Pardosella maculata Caporiacco, 1941
- Pardosella massaiensis Roewer, 1959
- Pardosella tabora Roewer, 1959
- Pardosella zavattarii Caporiacco, 1939

## Passiena
Passiena Thorell, 1890
- Passiena albipalpis Roewer, 1959
- Passiena auberti (Simon, 1898)
- Passiena spinicrus Thorell, 1890
- Passiena torbjoerni Lehtinen, 2005

## Pavocosa
Pavocosa Roewer, 1960
- Pavocosa feisica (Strand, 1915)
- Pavocosa gallopavo (Mello-Leitão, 1941)
- Pavocosa herteli (Mello-Leitão, 1947)
- Pavocosa langei (Mello-Leitão, 1947)
- Pavocosa siamensis (Giebel, 1863)

## Phonophilus
Phonophilus Ehrenberg, 1831
- Phonophilus portentosus Ehrenberg, 1831

## Pirata
Pirata Sundevall, 1833
- Pirata abalosi (Mello-Leitão, 1942)
- Pirata affinis Roewer, 1960
- Pirata africana (Roewer, 1960)
- Pirata alachuus Gertsch & Wallace, 1935
- Pirata albicomaculatus Franganillo, 1913
- Pirata allapahae Gertsch, 1940
- Pirata apalacheus Gertsch, 1940
- Pirata aspirans Chamberlin, 1904
- Pirata brevipes (Banks, 1893)
- Pirata browni Gertsch & Davis, 1940
- Pirata bryantae Kurata, 1944
- Pirata cereipes (L. Koch, 1878)
- Pirata chamberlini (Lessert, 1927)
- Pirata coreanus Paik, 1991
- Pirata davisi Wallace & Exline, 1978
- Pirata digitatus Tso & Chen, 2004
- Pirata felix O. P.-Cambridge, 1898
- Pirata hiteorum Wallace & Exline, 1978
- Pirata indigenus Wallace & Exline, 1978
- Pirata iviei Wallace & Exline, 1978
- Pirata mayaca Gertsch, 1940
- Pirata molensis (Strand, 1908)
- Pirata montanoides Banks, 1892
- Pirata montanus Emerton, 1885
- Pirata nanatus Gertsch, 1940
- Pirata niokolona Roewer, 1961
- Pirata pagicola Chamberlin, 1925
- Pirata pallipes (Blackwall, 1857)
- Pirata piratellus (Strand, 1907)
- Pirata piraticus (Clerck, 1757)
- Pirata piratimorphus (Strand, 1908)
- Pirata piscatorius (Clerck, 1757)
- Pirata praedo Kulczyński, 1885
- Pirata proximus O. P.-Cambridge, 1876
- Pirata rubicundicoloratus (Strand, 1906)
- Pirata sagitta (Mello-Leitão, 1941)
- Pirata sedentarius Montgomery, 1904
- Pirata seminolus Gertsch & Wallace, 1935
- Pirata simplex (L. Koch, 1882)
- Pirata soukupi (Mello-Leitão, 1942)
- Pirata spatulatus Chai, 1985
- Pirata spiniger (Simon, 1898)
- Pirata subannulipes (Strand, 1906)
- Pirata subniger Franganillo, 1913
- Pirata subpiraticus (Bösenberg & Strand, 1906)
- Pirata suwaneus Gertsch, 1940
- Pirata sylvanus Chamberlin & Ivie, 1944
- Pirata taurirtensis (Schenkel, 1937)
- Pirata tenuitarsis Simon, 1876
- Pirata timidus (Lucas, 1846)
- Pirata trepidus Roewer, 1960
- Pirata triens Wallace & Exline, 1978
- Pirata turrialbicus Wallace & Exline, 1978
- Pirata uliginosus (Thorell, 1856)
- Pirata velox Keyserling, 1891
- Pirata veracruzae Gertsch & Davis, 1940
- Pirata welakae Wallace & Exline, 1978
- Pirata werneri (Roewer, 1960)
- Pirata zavattarii (Caporiacco, 1941)

## Piratula
Piratula Roewer, 1960
- Piratula borea (Tanaka, 1974)
- Piratula canadensis (Dondale & Redner, 1981)
- Piratula cantralli (Wallace & Exline, 1978)
- Piratula clercki (Bösenberg & Strand, 1906)
- Piratula denticulata (Liu, 1987)
- Piratula gigantea (Gertsch, 1934)
- Piratula hiroshii (Tanaka, 1986)
- Piratula hokkaidensis (Tanaka, 2003)
- Piratula hurkai (Buchar, 1966)
- Piratula hygrophila (Thorell, 1872)
- Piratula insularis (Emerton, 1885)
- Piratula iriomotensis (Tanaka, 1989)
- Piratula knorri (Scopoli, 1763)
- Piratula latitans (Blackwall, 1841)
- Piratula logunovi Omelko, Marusik & Koponen, 2011
- Piratula longjiangensis (Yan et al., 1997)
- Piratula meridionalis (Tanaka, 1974)
- Piratula minuta (Emerton, 1885)
- Piratula montigena (Liu, 1987)
- Piratula piratoides (Bösenberg & Strand, 1906)
- Piratula procurva (Bösenberg & Strand, 1906)
- Piratula serrulata (Song & Wang, 1984)
- Piratula tanakai (Brignoli, 1983)
- Piratula tenuisetacea (Chai, 1987)
- Piratula yaginumai (Tanaka, 1974)
- Piratula yesoensis (Tanaka, 1985)

## Proevippa
Proevippa Purcell, 1903
- Proevippa albiventris (Simon, 1898)
- Proevippa biampliata (Purcell, 1903)
- Proevippa bruneipes (Purcell, 1903)
- Proevippa dregei (Purcell, 1903)
- Proevippa eberlanzi (Roewer, 1959)
- Proevippa fascicularis (Purcell, 1903)
- Proevippa hirsuta (Russell-Smith, 1981)
- Proevippa lightfooti Purcell, 1903
- Proevippa schreineri (Purcell, 1903)
- Proevippa unicolor (Roewer, 1960)
- Proevippa wanlessi (Russell-Smith, 1981)

## Prolycosides
Prolycosides Mello-Leitão, 1942
- Prolycosides amblygyna (Mello-Leitão, 1942)

## Pseudevippa
Pseudevippa Simon, 1910
- Pseudevippa cana Simon, 1910

## Pterartoria
Pterartoria Purcell, 1903
- Pterartoria arbuscula (Purcell, 1903)
- Pterartoria fissivittata Purcell, 1903
- Pterartoria flavolimbata Purcell, 1903
- Pterartoria masarangi (Merian, 1911)
- Pterartoria polysticta Purcell, 1903

## Pterartoriola
Pterartoriola Roewer, 1959
- Pterartoriola caldaria (Purcell, 1903)
- Pterartoriola lativittata (Purcell, 1903)
- Pterartoriola lompobattangi (Merian, 1911)
- Pterartoriola sagae (Purcell, 1903)
- Pterartoriola subcrucifera (Purcell, 1903)

## Pyrenecosa
Pyrenecosa Marusik, Azarkina & Koponen, 2004
- Pyrenecosa pyrenaea (Simon, 1876)
- Pyrenecosa rupicola (Dufour, 1821)
- Pyrenecosa spinosa (Denis, 1938)

## Rabidosa
Rabidosa Roewer, 1960
- Rabidosa carrana (Bryant, 1934)
- Rabidosa hentzi (Banks, 1904)
- Rabidosa punctulata (Hentz, 1844)
- Rabidosa rabida (Walckenaer, 1837)
- Rabidosa santrita (Chamberlin & Ivie, 1942)

## Satta
Satta Lehtinen & Hippa, 1979
- Satta cannibalorum Lehtinen & Hippa, 1979

## Schizocosa
Schizocosa Chamberlin, 1904
- Schizocosa altamontis (Chamberlin, 1916)
- Schizocosa arua (Strand, 1911)
- Schizocosa astuta (Roewer, 1959)
- Schizocosa aulonia Dondale, 1969
- Schizocosa avida (Walckenaer, 1837)
- Schizocosa bilineata (Emerton, 1885)
- Schizocosa cecili (Pocock, 1901)
- Schizocosa ceratiola (Gertsch & Wallace, 1935)
- Schizocosa cespitum Dondale & Redner, 1978
- Schizocosa chelifasciata (Mello-Leitão, 1943)
- Schizocosa chiricahua Dondale & Redner, 1978
- Schizocosa communis (Emerton, 1885)
- Schizocosa concolor (Caporiacco, 1935)
- Schizocosa conspicua (Roewer, 1959)
- Schizocosa cotabatoana Barrion & Litsinger, 1995
- Schizocosa crassipalpata Roewer, 1951
- Schizocosa crassipes (Walckenaer, 1837)
- Schizocosa darlingi (Pocock, 1898)
- Schizocosa duplex Chamberlin, 1925
- Schizocosa ehni (Lessert, 1933)
- Schizocosa floridana Bryant, 1934
- Schizocosa fragilis (Thorell, 1890)
- Schizocosa hebes (O. P.-Cambridge, 1885)
- Schizocosa hewitti (Lessert, 1915)
- Schizocosa humilis (Banks, 1892)
- Schizocosa incerta (Bryant, 1934)
- Schizocosa interjecta (Roewer, 1959)
- Schizocosa krynickii (Thorell, 1875)
- Schizocosa malitiosa (Tullgren, 1905)
- Schizocosa maxima Dondale & Redner, 1978
- Schizocosa mccooki (Montgomery, 1904)
- Schizocosa mimula (Gertsch, 1934)
- Schizocosa minahassae (Merian, 1911)
- Schizocosa minnesotensis (Gertsch, 1934)
- Schizocosa minor (Lessert, 1926)
- Schizocosa obscoena (Rainbow, 1899)
- Schizocosa ocreata (Hentz, 1844)
- Schizocosa parricida (Karsch, 1881)
- Schizocosa perplexa Bryant, 1936
- Schizocosa pilipes (Karsch, 1879)
- Schizocosa proletaria (Tullgren, 1905)
- Schizocosa puebla Chamberlin, 1925
- Schizocosa retrorsa (Banks, 1911)
- Schizocosa rovneri Uetz & Dondale, 1979
- Schizocosa rubiginea (O. P.-Cambridge, 1885)
- Schizocosa salara (Roewer, 1960)
- Schizocosa salsa Barnes, 1953
- Schizocosa saltatrix (Hentz, 1844)
- Schizocosa segregata Gertsch & Wallace, 1937
- Schizocosa semiargentea (Simon, 1898)
- Schizocosa serranoi (Mello-Leitão, 1941)
- Schizocosa stridulans Stratton, 1984
- Schizocosa subpersonata (Simon, 1910)
- Schizocosa tamae (Gertsch & Davis, 1940)
- Schizocosa tenera (Karsch, 1879)
- Schizocosa tristani (Banks, 1909)
- Schizocosa uetzi Stratton, 1997
- Schizocosa venusta (Roewer, 1959)
- Schizocosa vulpecula (L. Koch, 1865)

## Shapna
Shapna Hippa & Lehtinen, 1983
- Shapna pluvialis Hippa & Lehtinen, 1983

## Sibirocosa
Sibirocosa Marusik, Azarkina & Koponen, 2004
- Sibirocosa kolymensis Marusik, Azarkina & Koponen, 2004
- Sibirocosa manchurica Marusik, Azarkina & Koponen, 2004
- Sibirocosa sibirica (Kulczyński, 1908)
- Sibirocosa subsolana (Kulczyński, 1907)

## Sosippus
Sosippus Simon, 1888
- Sosippus agalenoides Banks, 1909
- Sosippus californicus Simon, 1898
- Sosippus floridanus Simon, 1898
- Sosippus janus Brady, 1972
- Sosippus mexicanus Simon, 1888
- Sosippus michoacanus Brady, 1962
- Sosippus mimus Chamberlin, 1924
- Sosippus placidus Brady, 1972
- Sosippus plutonus Brady, 1962
- Sosippus texanus Brady, 1962

## Syroloma
Syroloma Simon, 1900
- Syroloma major Simon, 1900
- Syroloma minor Simon, 1900

## Tapetosa
Tapetosa Framenau et al., 2009
- Tapetosa darwini Framenau et al., 2009

## Tasmanicosa
Tasmanicosa Roewer, 1959
- Tasmanicosa tasmanica (Hogg, 1905)

## Tetralycosa
Tetralycosa Roewer, 1960
- Tetralycosa alteripa (McKay, 1976)
- Tetralycosa arabanae Framenau, Gotch & Austin, 2006
- Tetralycosa eyrei (Hickman, 1944)
- Tetralycosa oraria (L. Koch, 1876)

## Trabea
Trabea Simon, 1876
- Trabea bipunctata (Roewer, 1959)
- Trabea cazorla Snazell, 1983
- Trabea heteroculata Strand, 1913
- Trabea natalensis Russell-Smith, 1982
- Trabea nigriceps Purcell, 1903
- Trabea nigristernis Alderweireldt, 1999
- Trabea ornatipalpis Russell-Smith, 1982
- Trabea paradoxa Simon, 1876
- Trabea purcelli Roewer, 1951
- Trabea rubriceps Lawrence, 1952
- Trabea setula Alderweireldt, 1999
- Trabea unicolor Purcell, 1903
- Trabea varia Purcell, 1903

## Trabeops
Trabeops Roewer, 1959
- Trabeops aurantiacus (Emerton, 1885)

## Trebacosa
Trebacosa Dondale & Redner, 1981
- Trebacosa brunhesi Villepoux, 2007
- Trebacosa europaea Szinetár & Kancsal, 2007
- Trebacosa marxi (Stone, 1890)

## Tricassa
Tricassa Simon, 1910
- Tricassa deserticola Simon, 1910
- Tricassa madagascariensis Jocqué & Alderweireldt, 2001

## Trochosa
Trochosa C. L. Koch, 1847
- Trochosa abdita (Gertsch, 1934)
- Trochosa adjacens O. P.-Cambridge, 1885
- Trochosa albifrons (Roewer, 1960)
- Trochosa albipilosa (Roewer, 1960)
- Trochosa albomarginata (Roewer, 1960)
- Trochosa albopunctata (Mello-Leitão, 1941)
- Trochosa alviolai Barrion & Litsinger, 1995
- Trochosa annulipes L. Koch, 1875
- Trochosa aperta (Roewer, 1960)
- Trochosa aquatica Tanaka, 1985
- Trochosa arctosina Caporiacco, 1947
- Trochosa bannaensis Yin & Chen, 1995
- Trochosa beltran (Mello-Leitão, 1942)
- Trochosa bukobae (Strand, 1916)
- Trochosa cachetiensis Mcheidze, 1997
- Trochosa canapii Barrion & Litsinger, 1995
- Trochosa charmina (Strand, 1916)
- Trochosa corporaali (Reimoser, 1935)
- Trochosa dentichelis Buchar, 1997
- Trochosa entebbensis (Lessert, 1915)
- Trochosa fabella (Karsch, 1879)
- Trochosa fageli Roewer, 1960
- Trochosa garamantica (Caporiacco, 1936)
- Trochosa gentilis (Roewer, 1960)
- Trochosa glarea McKay, 1979
- Trochosa gravelyi Buchar, 1976
- Trochosa guatemala Chamberlin & Ivie, 1942
- Trochosa gunturensis Patel & Reddy, 1993
- Trochosa himalayensis Tikader & Malhotra, 1980
- Trochosa hirtipes Ponomarev, 2009
- Trochosa hispanica Simon, 1870
- Trochosa hoggi (Lessert, 1926)
- Trochosa hungarica Herman, 1879
- Trochosa immaculata Savelyeva, 1972
- Trochosa impercussa Roewer, 1955
- Trochosa infausta (Mello-Leitão, 1941)
- Trochosa insignis O. P.-Cambridge, 1898
- Trochosa intermedia (Roewer, 1960)
- Trochosa iviei (Gertsch & Wallace, 1937)
- Trochosa joshidana (Kishida, 1909)
- Trochosa kaieteurensis (Gertsch & Wallace, 1937)
- Trochosa kalukanai (Simon, 1900)
- Trochosa liberiana (Roewer, 1960)
- Trochosa longa Qu, Peng & Yin, 2010
- Trochosa lucasi (Roewer, 1951)
- Trochosa lugubris O. P.-Cambridge, 1885
- Trochosa magdalenensis (Strand, 1914)
- Trochosa magna (Roewer, 1960)
- Trochosa masumbica (Strand, 1916)
- Trochosa melloi Roewer, 1951
- Trochosa menglaensis Yin, Bao & Wang, 1995
- Trochosa minima (Roewer, 1960)
- Trochosa moluccensis Thorell, 1878
- Trochosa mossambicus (Roewer, 1960)
- Trochosa mundamea Roewer, 1960
- Trochosa niveopilosa (Mello-Leitão, 1938)
- Trochosa obscura (Roewer, 1960)
- Trochosa ochracea (L. Koch, 1856)
- Trochosa papakula (Strand, 1911)
- Trochosa paranaensis (Mello-Leitão, 1937)
- Trochosa pardaloides (Mello-Leitão, 1937)
- Trochosa parviguttata (Strand, 1906)
- Trochosa pelengena (Roewer, 1960)
- Trochosa persica (Roewer, 1955)
- Trochosa phyllis (Hogg, 1905)
- Trochosa praetecta L. Koch, 1875
- Trochosa presumptuosa (Holmberg, 1876)
- Trochosa propinqua O. P.-Cambridge, 1885
- Trochosa pseudofurva (Strand, 1906)
- Trochosa punctipes (Gravely, 1924)
- Trochosa quinquefasciata Roewer, 1960
- Trochosa reichardtiana (Strand, 1916)
- Trochosa reimoseri Bristowe, 1931
- Trochosa robusta (Simon, 1876)
- Trochosa ruandanica (Roewer, 1960)
- Trochosa ruricola (De Geer, 1778)
- Trochosa ruricoloides Schenkel, 1963
- Trochosa sanlorenziana (Petrunkevitch, 1925)
- Trochosa semoni Simon, 1896
- Trochosa sepulchralis (Montgomery, 1902)
- Trochosa sericea (Simon, 1898)
- Trochosa spinipalpis (F. O. P.-Cambridge, 1895)
- Trochosa suiningensis Peng et al., 1997
- Trochosa tangerana (Roewer, 1960)
- Trochosa tenebrosa Keyserling, 1877
- Trochosa tenella Keyserling, 1877
- Trochosa tenuis (Roewer, 1960)
- Trochosa terricola Thorell, 1856
- Trochosa unmunsanensis Paik, 1994
- Trochosa ursina (Schenkel, 1936)
- Trochosa vulvella (Strand, 1907)
- Trochosa werneri (Roewer, 1960)
- Trochosa wuchangensis (Schenkel, 1963)
- Trochosa wundurra McKay, 1979

## Trochosippa
Trochosippa Roewer, 1960
- Trochosippa eberlanzi Roewer, 1960
- Trochosippa eugeni (Roewer, 1951)
- Trochosippa kaswabilengae Roewer, 1960
- Trochosippa malayana (Doleschall, 1859)
- Trochosippa meruensis (Lessert, 1926)
- Trochosippa modesta Roewer, 1960
- Trochosippa nigerrima Roewer, 1960
- Trochosippa obscura (Mello-Leitão, 1943)
- Trochosippa pardosella (Strand, 1906)

## Trochosula
Trochosula Roewer, 1960
- Trochosula afghana Roewer, 1960
- Trochosula conspersa (L. Koch, 1882)
- Trochosula grazianii (Caporiacco, 1939)
- Trochosula luctuosa (Mello-Leitão, 1947)

## Tuberculosa
Tuberculosa Framenau & Yoo, 2006
- Tuberculosa austini Framenau & Yoo, 2006
- Tuberculosa harveyi Framenau & Yoo, 2006
- Tuberculosa hoggi (Framenau & Vink, 2001)
- Tuberculosa monteithi Framenau & Yoo, 2006

## Varacosa
Varacosa Chamberlin & Ivie, 1942
- Varacosa apothetica (Wallace, 1947)
- Varacosa avara (Keyserling, 1877)
- Varacosa gosiuta (Chamberlin, 1908)
- Varacosa hoffmannae Jiménez & Dondale, 1988
- Varacosa parthenus (Chamberlin, 1925)
- Varacosa shenandoa (Chamberlin & Ivie, 1942)

## Venator
Venator Hogg, 1900
- Venator marginatus Hogg, 1900
- Venator spenceri Hogg, 1900

## Venatrix
Venatrix Roewer, 1960
- Venatrix allopictiventris Framenau & Vink, 2001
- Venatrix amnicola Framenau, 2006
- Venatrix archookoora Framenau & Vink, 2001
- Venatrix arenaris (Hogg, 1905)
- Venatrix australiensis Framenau & Vink, 2001
- Venatrix brisbanae (L. Koch, 1878)
- Venatrix esposica Framenau & Vink, 2001
- Venatrix fontis Framenau & Vink, 2001
- Venatrix funesta (C. L. Koch, 1847)
- Venatrix furcillata (L. Koch, 1867)
- Venatrix hickmani Framenau & Vink, 2001
- Venatrix konei (Berland, 1924)
- Venatrix koori Framenau & Vink, 2001
- Venatrix kosciuskoensis (McKay, 1974)
- Venatrix lapidosa (McKay, 1974)
- Venatrix magkasalubonga (Barrion & Litsinger, 1995)
- Venatrix mckayi Framenau & Vink, 2001
- Venatrix ornatula (L. Koch, 1877)
- Venatrix palau Framenau, 2006
- Venatrix penola Framenau & Vink, 2001
- Venatrix pictiventris (L. Koch, 1877)
- Venatrix pseudospeciosa Framenau & Vink, 2001
- Venatrix pullastra (Simon, 1909)
- Venatrix roo Framenau & Vink, 2001
- Venatrix speciosa (L. Koch, 1877)
- Venatrix summa (McKay, 1974)
- Venatrix tinfos Framenau, 2006

## Venonia
Venonia Thorell, 1894
- Venonia chaiwooi Yoo & Framenau, 2006
- Venonia choiae Yoo & Framenau, 2006
- Venonia cinctipes (Simon, 1898)
- Venonia coruscans Thorell, 1894
- Venonia infundibulum Yoo & Framenau, 2006
- Venonia joejim Yoo & Framenau, 2006
- Venonia kimjoopili Yoo & Framenau, 2006
- Venonia kokoda Lehtinen & Hippa, 1979
- Venonia micans (Simon, 1898)
- Venonia micarioides (L. Koch, 1877)
- Venonia milla Lehtinen & Hippa, 1979
- Venonia muju (Chrysanthus, 1967)
- Venonia nata Yoo & Framenau, 2006
- Venonia spirocysta Chai, 1991
- Venonia sungahae Yoo & Framenau, 2006
- Venonia vilkkii Lehtinen & Hippa, 1979

## Vesubia
Vesubia Simon, 1910
- Vesubia caduca (Karsch, 1880)
- Vesubia jugorum (Simon, 1881)
- Vesubia vivax (Thorell, 1875)

## Wadicosa
Wadicosa Zyuzin, 1985
- Wadicosa commoventa Zyuzin, 1985
- Wadicosa daliensis Yin, Peng & Zhang, 1997
- Wadicosa fidelis (O. P.-Cambridge, 1872)
- Wadicosa okinawensis (Tanaka, 1985)
- Wadicosa quadrifera (Gravely, 1924)

## Xerolycosa
Xerolycosa Dahl, 1908
- Xerolycosa miniata (C. L. Koch, 1834)
- Xerolycosa mongolica (Schenkel, 1963)
- Xerolycosa nemoralis (Westring, 1861)
- Xerolycosa sansibarina Roewer, 1960

## Zantheres
Zantheres Thorell, 1887
- Zantheres gracillimus Thorell, 1887

## Zenonina
Zenonina Simon, 1898
- Zenonina albocaudata Lawrence, 1952
- Zenonina fusca Caporiacco, 1941
- Zenonina mystacina Simon, 1898
- Zenonina rehfousi Lessert, 1933
- Zenonina squamulata Strand, 1908
- Zenonina vestita Simon, 1898

## Zoica
Zoica Simon, 1898
- Zoica bambusicola Lehtinen & Hippa, 1979
- Zoica bolubolu Lehtinen & Hippa, 1979
- Zoica carolinensis Framenau, Berry & Beatty, 2009
- Zoica falcata Lehtinen & Hippa, 1979
- Zoica harduarae (Biswas & Roy, 2008)
- Zoica minuta (McKay, 1979)
- Zoica oculata Buchar, 1997
- Zoica pacifica Framenau, Berry & Beatty, 2009
- Zoica parvula (Thorell, 1895)
- Zoica puellula (Simon, 1898)
- Zoica wauensis Lehtinen & Hippa, 1979

## Zyuzicosa
Zyuzicosa Logunov, 2010
- Zyuzicosa afghana (Roewer, 1960)
- Zyuzicosa baisunica Logunov, 2010
- Zyuzicosa fulviventris (Kroneberg, 1875)
- Zyuzicosa gigantea Logunov, 2010
- Zyuzicosa laetabunda (Spassky, 1941)
- Zyuzicosa turlanica Logunov, 2010
- Zyuzicosa uzbekistanica Logunov, 2010
- Zyuzicosa zeravshanica Logunov, 2010